# Nikon Z-bajonett

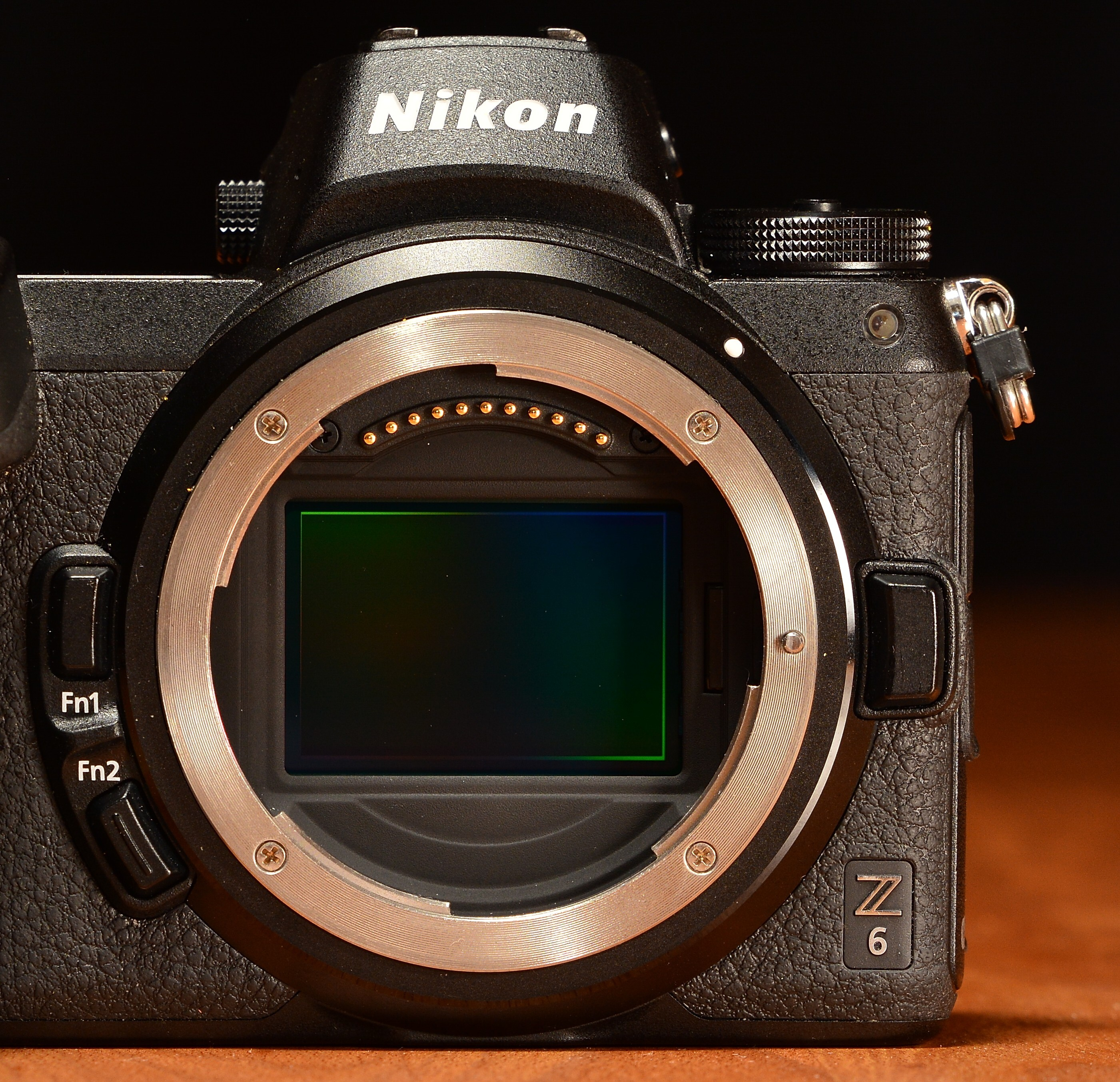
A Nikon Z 6 Z-bajonettje és FX-formátumú (full-frame) képérzékelője

A Nikon Z-bajonett (stilizálva {\displaystyle \mathbb {Z} }) egy objektív-bajonett, melyet a Nikon a digitális tükör nélküli fényképezőgép-sorozatához (Z sorozat) fejlesztett. 2018 végén a Nikon bejelentette első két fényképezőgépét, mely a Z-bajonettet használja: a Nikon Z 7-et és a Nikon Z 6-ot. 2019 végén a Nikon bejelentette első Z-bajonettes, APS-C méretű (DX-formátumú) szenzorral rendelkező fényképezőgépét, a Nikon Z 50-et. 2020 júliusában megjelent a belépőkategóriás, FX-formátumú Nikon Z 5. 2020 októberében a Nikon bejelentette a Nikon Z 6II-t és a Nikon Z 7II-t, melyek a Z 6 és Z 7 utódjai. Az APS-C felhozatal 2021 júliusában bővült, amikor megjelent a retro-stílusú Nikon Z fc. 2021 októberében a Nikon bejelentette legmagasabb kategóriájú, professzionális tükör nélküli fényképezőgépét, a Nikon Z 9-et, mely a márka eddigi professzionális tükrös fényképezőgépének, a D6-nak az utódja. Az APS-C felhozatal 2022 júniusában tovább bővült a Nikon Z 30-cal. 2023. május 10-én megjelent a professzionális kategóriás Nikon Z 8, mely a Z 9 képességeinek szinte teljes részét helyezi egy kisebb, olcsóbb gépbe. 2023. szeptember 20-án megjelent a Nikon Z f, június 17-én pedig a Nikon Z 6III, melyek megkapták a Z 9-cel bevezetett Expeed 7 processzort. A DX-szenzoros gépek kínálata csupán két évvel később a Z 30 megjelenése után, 2024 novemberében bővült a Z 50II-vel, mely az első Expeed 7-es DX-szenzoros fényképezőgép a Z-bajonettes gépek kínálatában.
A Nikon tükörreflex-fényképezőgépei (a filmes és a digitális gépek is) 1959 óta a 44 mm átmérőjű Nikon F-bajonettet használták. A Z-bajonett átmérője 55 mm. Az FTZ bajonettadapter segítségével a legtöbb F-bajonettes objektív használható Z-bajonettes fényképezőgépeken. Az FTZ bajonettadapterrel AF-S, AF-P és AF-I objektívek autofókusszal használhatóak Z-bajonettes gépen. A régebbi, csavaros autofókusszal rendelkező objektívek nem élesítenek az FTZ adapterrel, de az adapter a fénymérési és Exif adatokat így is továbbítja. Manuális fókuszú objektívek használatakor a Z-bajonettes gépek továbbra is támogatják a fénymérést és a belső képstabilizációt is (IBIS; kivéve a DX-szenzoros gépeket: Z fc, Z 30, Z 50 és Z 50II).
A Nikon Z-bajonett 55 mm-es átmérője a legnagyobb az FX-formátumú (full-frame) bajonettek között. Jóval nagyobb, mint az F-bajonett és a Sony tükör nélküli fényképezőgépeken használt Sony E-bajonett, de csak elhanyagolhatóan nagyobb a Canon EF- és RF-bajonettek 54 mm-es átmérőjénél. Ugyancsak nagyobb a full-frame Leica L-bajonett 51,6 mm-es átmérőjénél. A Z-bajonett rendkívül rövid, mindössze 16 mm-es filmsíktávolsággal rendelkezik, ez rövidebb mindegyik korábban említett bajonettnél. A rövid filmsíktávolságnak köszönhetően lehetőség nyílik arra, hogy szinte bármelyik másik bajonett objektívjét Z-bajonettre rögzítsük egy adapter segítségével, mely a megfelelő fizikai távolságra tolja el az objektívet.

## Z-bajonettes fényképezőgépek

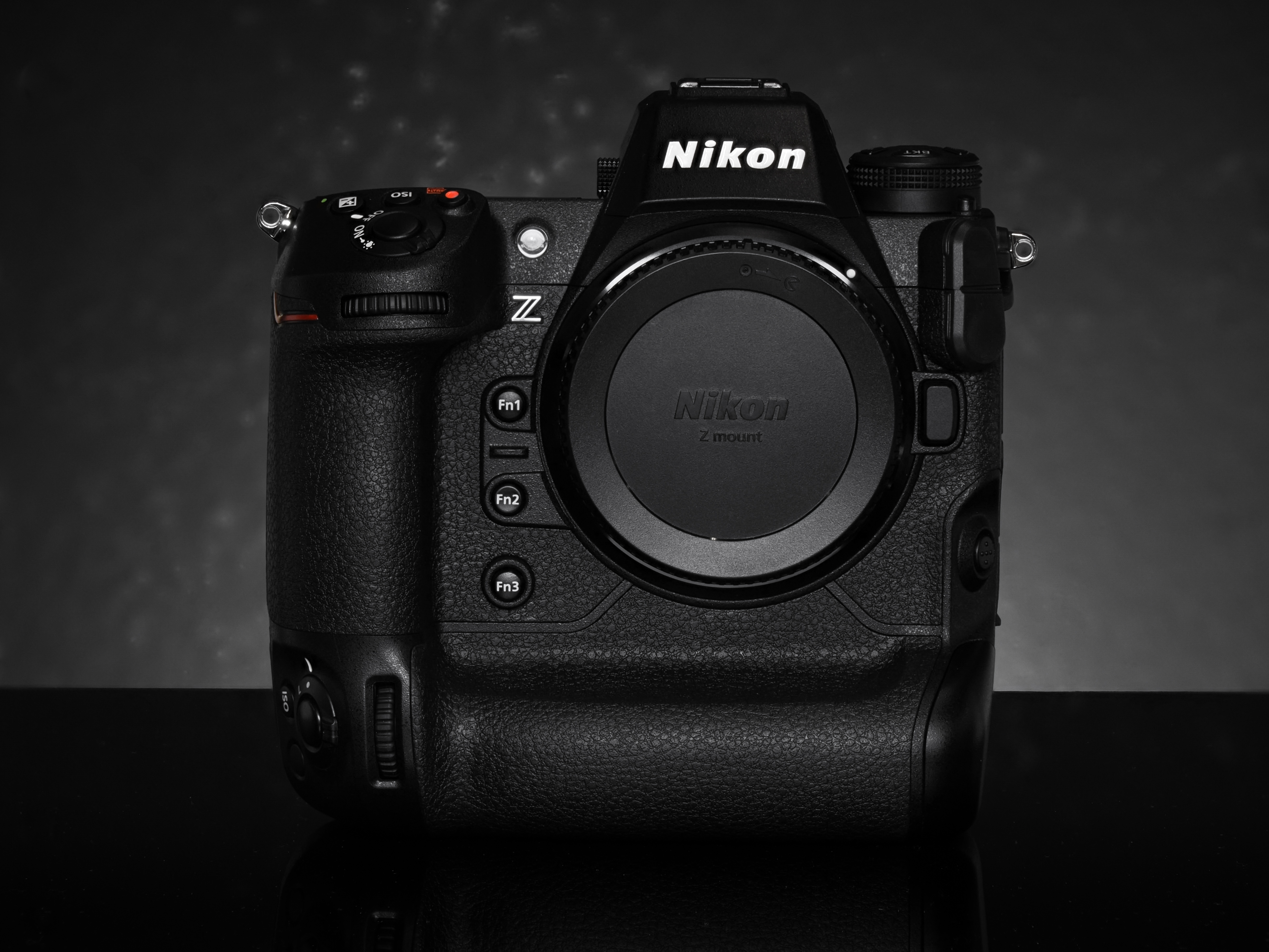
Nikon Z 9

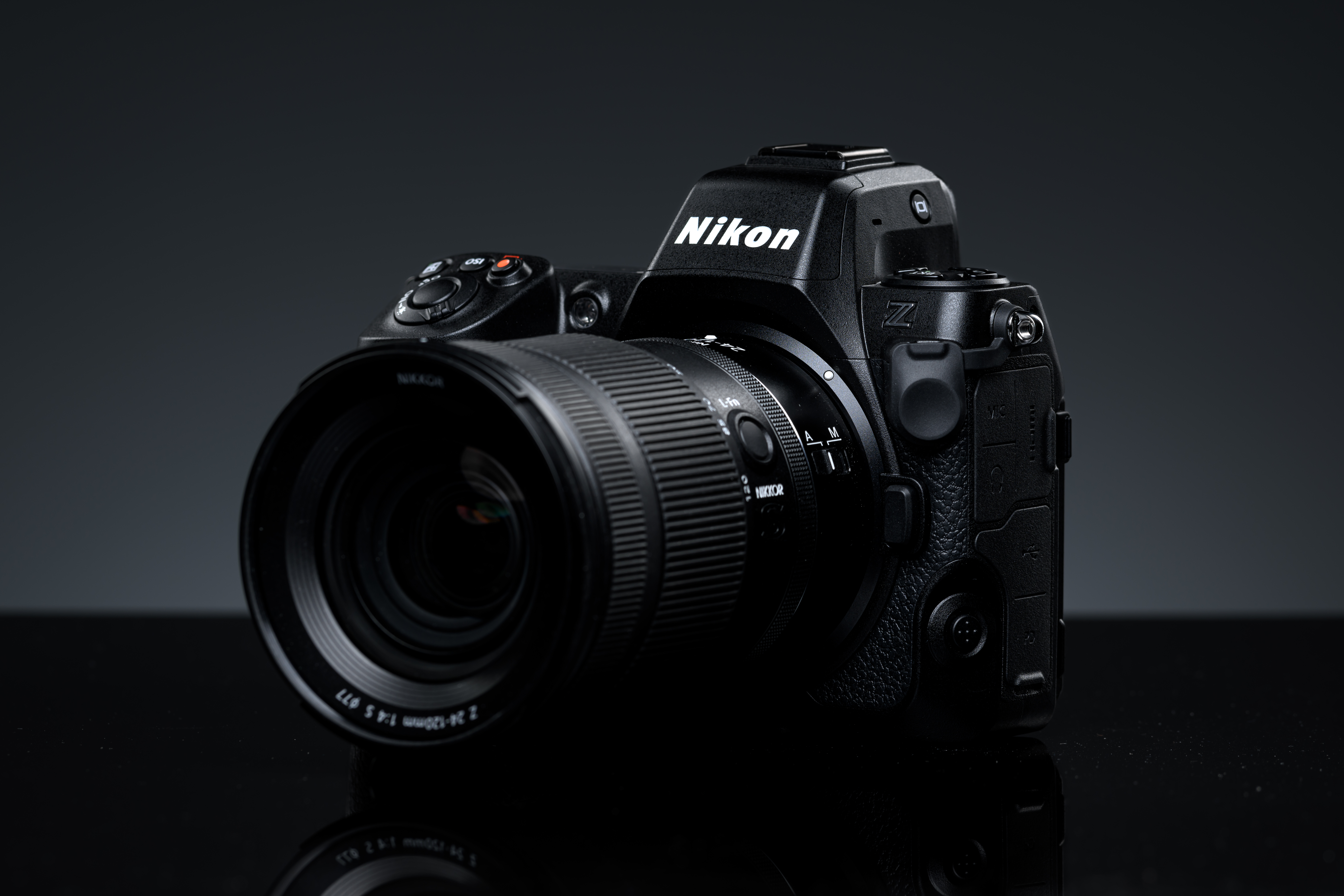
Nikon Z 8 + Z 24-120 mm f/4 S

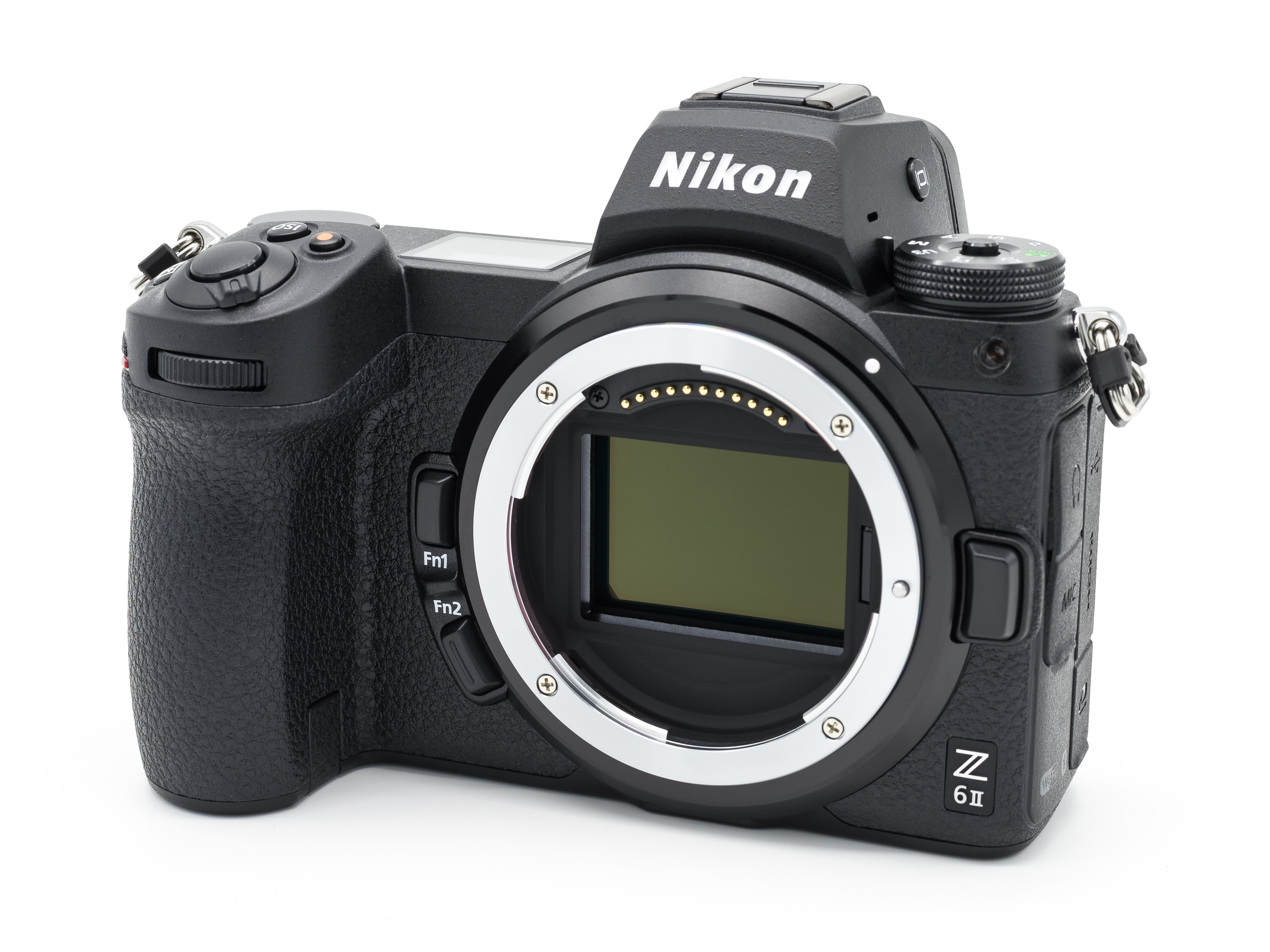
Nikon Z 6II

| Név    | Megjelenés      | Érzékelő | Érzékelő | Érzékelő          | Proc.       | Memóriakártya | Sorozatfelvétel (fps)                     | Zárszerk. sebessége  | Videófelvétel | Videófelvétel           | Videófelvétel | Videófelvétel | Videófelvétel | Videófelvétel         | Kijelző        | Akku     | Súly   |
| Név    | Megjelenés      | FX/ DX   | MP       | IBIS              | Proc.       | Memóriakártya | Sorozatfelvétel (fps)                     | Zárszerk. sebessége  | 1080p         | 4K                      | 6K            | 8K            | 10-bit        | 12-bit                | Kijelző        | Akku     | Súly   |
| ------ | --------------- | -------- | -------- | ----------------- | ----------- | ------------- | ----------------------------------------- | -------------------- | ------------- | ----------------------- | ------------- | ------------- | ------------- | --------------------- | -------------- | -------- | ------ |
| Z 9    | 2021. okt. 28.  | FX       | 45,7 MP  | 6-stop Synchro VR | Expeed 7    | 2x XQD/CFX    | 20 (RAW) 30 (JPEG) 60 (19 MP) 120 (11 MP) | M: nincs E: 1/32000  | 120 fps       | 120 fps Opcionális 2.3x | Nem           | 60 fps        | Igen          | Igen                  | 3,2" (2,1 MP)  | EN-EL18d | 1340 g |
| Z 8    | 2023. máj. 10.  | FX       | 45,7 MP  | 6-stop Synchro VR | Expeed 7    | XQD/CFX + SD  | 20 (RAW) 30 (JPEG) 60 (19 MP) 120 (11 MP) | M: nincs E: 1/32000  | 120 fps       | 120 fps                 | Nem           | 60 fps        | Igen          | Igen                  | 3,2" (2,1 MP)  | EN-EL15c | 910 g  |
| Z f    | 2023. szep. 20. | FX       | 24,5 MP  | 8-stop            | Expeed 7    | SD + microSD  | 14 (RAW) 30 (JPEG)                        | 1/8000               | 120 fps       | 30 fps 60 fps (1.5x)    | Nem           | Nem           | Igen          | Nem                   | 3,2" (2,1 MP)  | EN-EL15c | 710 g  |
| Z 7II  | 2020. okt. 14.  | FX       | 45,7 MP  | 5-stop            | 2x Expeed 6 | XQD/CFX + SD  | 10 fps                                    | 1/8000               | 120 fps       | 30 fps 60 fps (1.08x)   | Nem           | Nem           | Külső         | Fizetős "RAW upgrade" | 3,2" (2,1 MP)  | EN-EL15c | 705 g  |
| Z 7    | 2018. aug. 23.  | FX       | 45,7 MP  | 5-stop            | Expeed 6    | XQD/CFX       | 9 fps                                     | 1/8000               | 120 fps       | 30 fps                  | Nem           | Nem           | Külső         | Fizetős "RAW upgrade" | 3,2" (2,1 MP)  | EN-EL15b | 675 g  |
| Z 6III | 2024. jún. 17.  | FX       | 24,5 MP  | 8-stop            | Expeed 7    | XQD/CFX + SD  | 20 (RAW) 60 (JPEG) 120 (11 MP)            | M: 1/8000 E: 1/16000 | 240 fps       | 60 fps 120 fps (1.5x)   | 60 fps        | Nem           | Igen          | Igen                  | 3,2" (2,1 MP)  | EN-EL15c | 760 g  |
| Z 6II  | 2020. okt. 14.  | FX       | 24,5 MP  | 5-stop            | 2x Expeed 6 | XQD/CFX + SD  | 14 fps                                    | 1/8000               | 120 fps       | 30 fps 60 fps (1.5x)    | Nem           | Nem           | Külső         | Fizetős "RAW upgrade" | 3,2" (2,1 MP)  | EN-EL15c | 705 g  |
| Z 6    | 2018. aug. 23.  | FX       | 24,5 MP  | 5-stop            | Expeed 6    | XQD/CFX       | 12 fps                                    | 1/8000               | 120 fps       | 30 fps                  | Nem           | Nem           | Külső         | Fizetős "RAW upgrade" | 3,2" (2,1 MP)  | EN-EL15b | 675 g  |
| Z 5II  | 2025. ápr. 3.   | FX       | 24,5 MP  | 7.5-stop          | Expeed 7    | 2x SD         | 11 fps (RAW) 30 fps (JPEG)                | 1/8000               | 120 fps       | 30 fps 60 fps (1.5x)    | Nem           | Nem           | Igen          | Igen                  | 3,2" (2,1 MP)  | EN-EL15c | 700 g  |
| Z 5    | 2020. júl. 21.  | FX       | 24,3 MP  | 5-stop            | Expeed 6    | 2x SD         | 4,5 fps                                   | 1/8000               | 60 fps        | 30 fps (1.7x)           | Nem           | Nem           | Nem           | Nem                   | 3,2" (1,04 MP) | EN-EL15c | 675 g  |
| Z 50II | 2024. nov. 7.   | DX       | 20,9 MP  | Nem               | Expeed 7    | SD            | 11 fps (RAW) 30 fps (JPEG)                | 1/4000               | 120 fps       | 30 fps 60 fps (1.5x)    | Nem           | Nem           | Igen          | Nem                   | 3,2" (1,04 MP) | EN-EL25a | 495 g  |
| Z 50   | 2019. okt. 10.  | DX       | 20,9 MP  | Nem               | Expeed 6    | SD            | 11 fps                                    | 1/4000               | 120 fps       | 30 fps                  | Nem           | Nem           | Nem           | Nem                   | 3,2" (1,04 MP) | EN-EL25  | 450 g  |
| Z fc   | 2021. jún. 29.  | DX       | 20,9 MP  | Nem               | Expeed 6    | SD            | 11 fps                                    | 1/4000               | 120 fps       | 30 fps                  | Nem           | Nem           | Nem           | Nem                   | 3" (1,04 MP)   | EN-EL25  | 445 g  |
| Z 30   | 2022. jún. 29.  | DX       | 20,9 MP  | Nem               | Expeed 6    | SD            | 11 fps                                    | 1/4000               | 120 fps       | 30 fps                  | Nem           | Nem           | Nem           | Nem                   | 3" (1,04 MP)   | EN-EL25  | 405 g  |

1. ↑  Csak DX kivágatban (C60 mód)
2. ↑  A 8K-ból túlmintavételezett, opcionális 2.3x-os crop teljes pixelkiolvasás révén történik, így a kivágatos felvétel is valódi 4K120 lesz. A funkciónak köszönhetően nem kell hosszabb gyújtótávolságú objektívre cserélni, hogy teljes részletességgel, nagyobb nagyítással rögzítsük a távoli célpontot.
3. ↑  C30 módban, elektronikus zárszerkezettel

## Z-bajonettes Nikkor objektívek

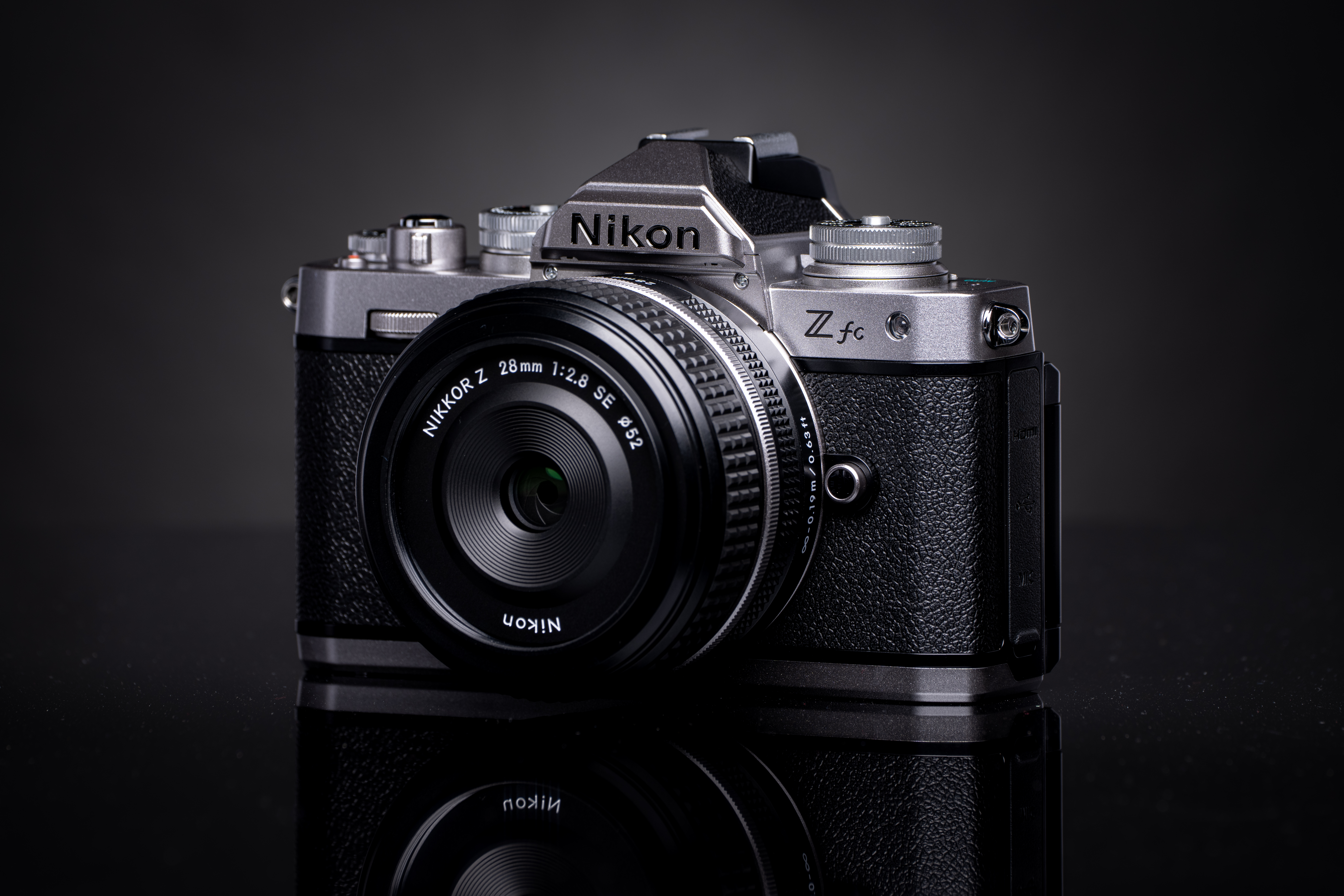
NIKKOR Z 28mm f/2.8 SE egy Z fc gépen

A Z-bajonett megjelenésével a Nikon objektívjein egy új jelölési rendszert használ, elhagyva a korábbi Nikon F-bajonettes jelöléseket (a VR és DX jelölések megmaradtak). Bevezették az "S-Line" jelölést, mellyel a kimagaslóan jó optikai teljesítményű, "high-end" objektíveket illetik (hasonlóan az egyes Canon objektíveken megjelenő "L", és a Sony objektíveken lévő "GM" (G-Master) jelölésekhez).
A Nikkor Z-objektívek mindegyikén található legalább egy gyűrű, melynek funkciója konfigurálható (alapértelmezetten manuális fókusz, de lehetőség van a rekeszméret, ISO vagy expozíció-kompenzáció értékének változtatására is). Egyes objektíveknél két gyűrű található (pl. 50 mm f/1.2 S, 85 mm f/1.2 S, MC 105 mm f/2.8 VR S, 135 mm f/1.8 S Plena, 70–200 mm f/2.8 VR S), ezeknél a nagy fókuszgyűrű nem konfigurálható (mindig manuális fókusz marad), míg a második, hátsó vezérlőgyűrű igen. Minden Z-objektív fókuszgyűrűje "focus-by-wire" működésű (ez a konfigurálható jellegből is adódik), tehát a gyűrű nincs mechanikus kapcsolatban az optikai elemekkel. Ez alól az 58 mm f/0.95 S Noct kivétel, melyen mechanikus fókuszgyűrű található (és egy extra vezérlőgyűrű).
A Nikon a következő jelöléseket használja Z-bajonettes objektívjein, melyek vagy az objektív hivatalos nevében, vagy csak annak technikai adatai között szerepelnek:
- DX — Csupán DX-szenzorméretet (APS-C) lefedő objektív. A Z-bajonettes FX (full frame) fényképezőgépek automatikusan átkapcsolnak kizárólagos DX módba, ha DX objektív kerül rájuk.
- S — Legmagasabb kategóriás, "high-end" objektívek (S-line). Ez legfőképpen az optikai minőségben nyilvánul meg. Bár nem kizárólagosan az S-Line objektívek rendelkezhetnek funkciógombokkal (vagy multifunkciós kijelzővel), de ezekre jellemző leginkább.[20]
- VR — Optikai képstabilizáció (Vibration Reduction).
- TC — Az objektívbe beépített bekapcsolható telekonverter.
- MC — Makró objektív 1:1-es reprodukcióval.
- PZ — Motoros zoom (Power Zoom), melyet az objektíven, fényképezőgépen, távírányítóval vagy appon keresztül irányíthatunk.
- SE — Különleges, "retro" stílusú objektív (Nikon Z f-hez és Z fc-hez tervezve).
- PF — Fresnel-lencsét tartalmazó objektív (Phase Fresnel), melynek köszönhetően az objektív mérete és súlya jelentősen csökken.

### Fix gyújtótávolságú (prime) objektívek

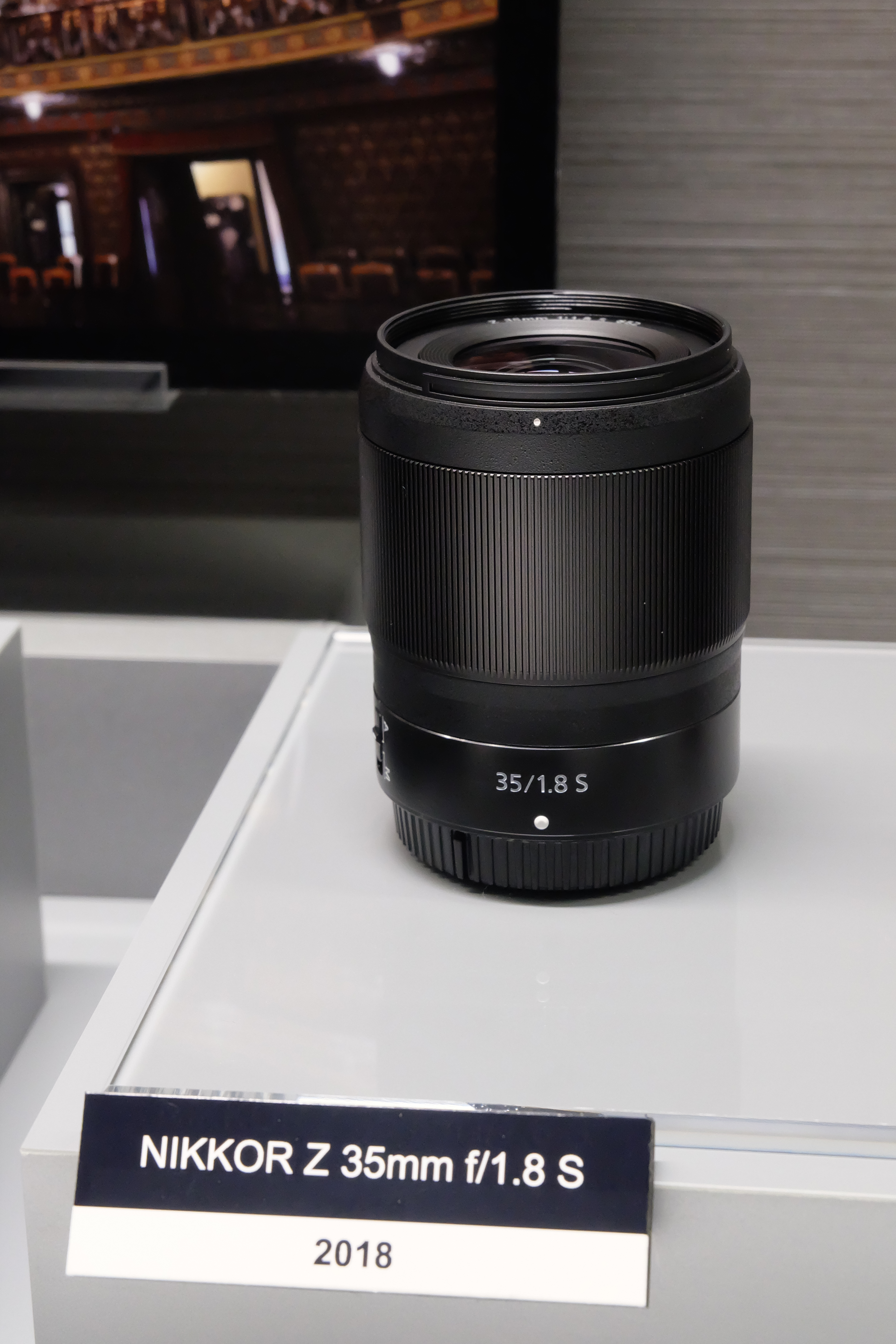
NIKKOR Z 35 mm f/1.8 S

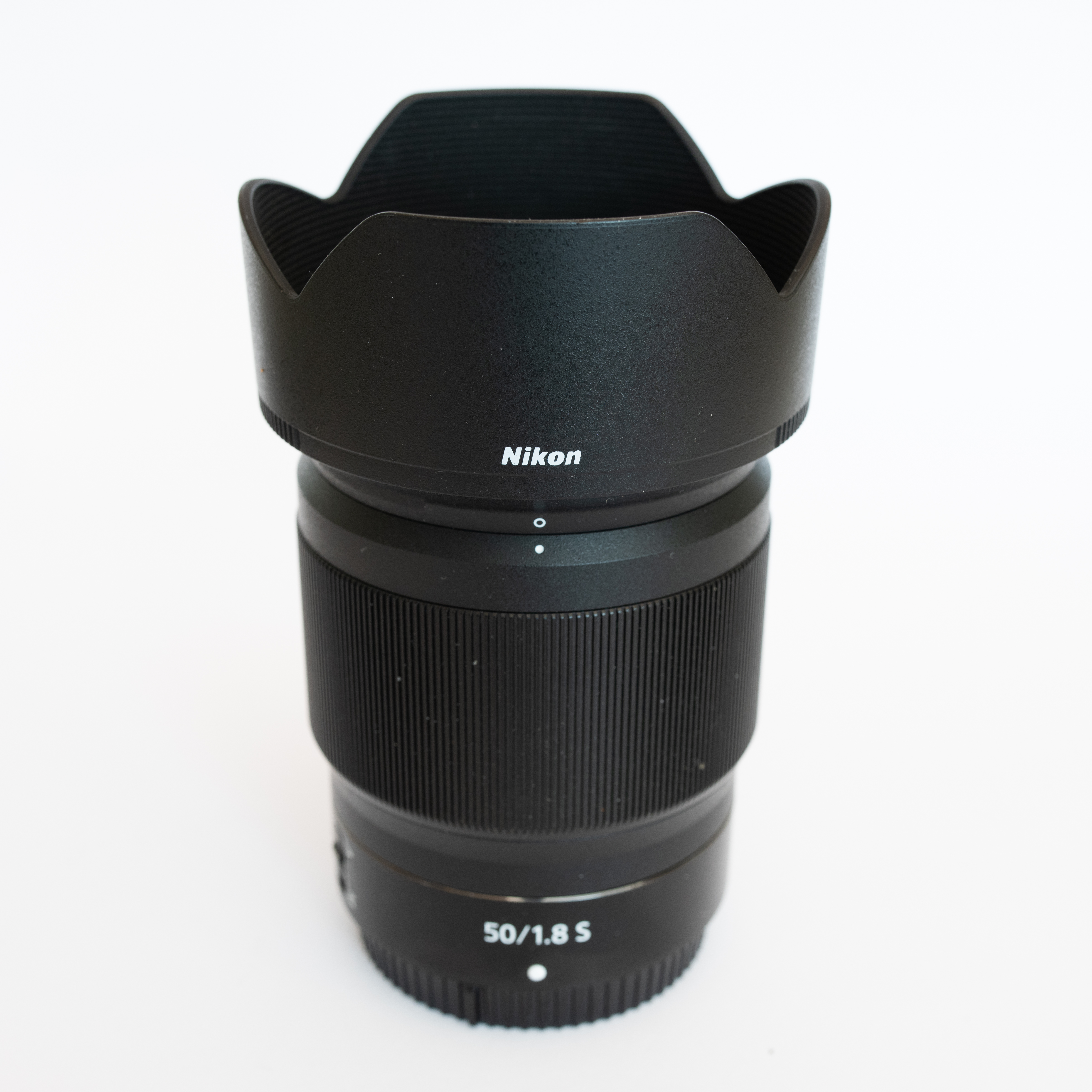
NIKKOR Z 50 mm f/1.8 S

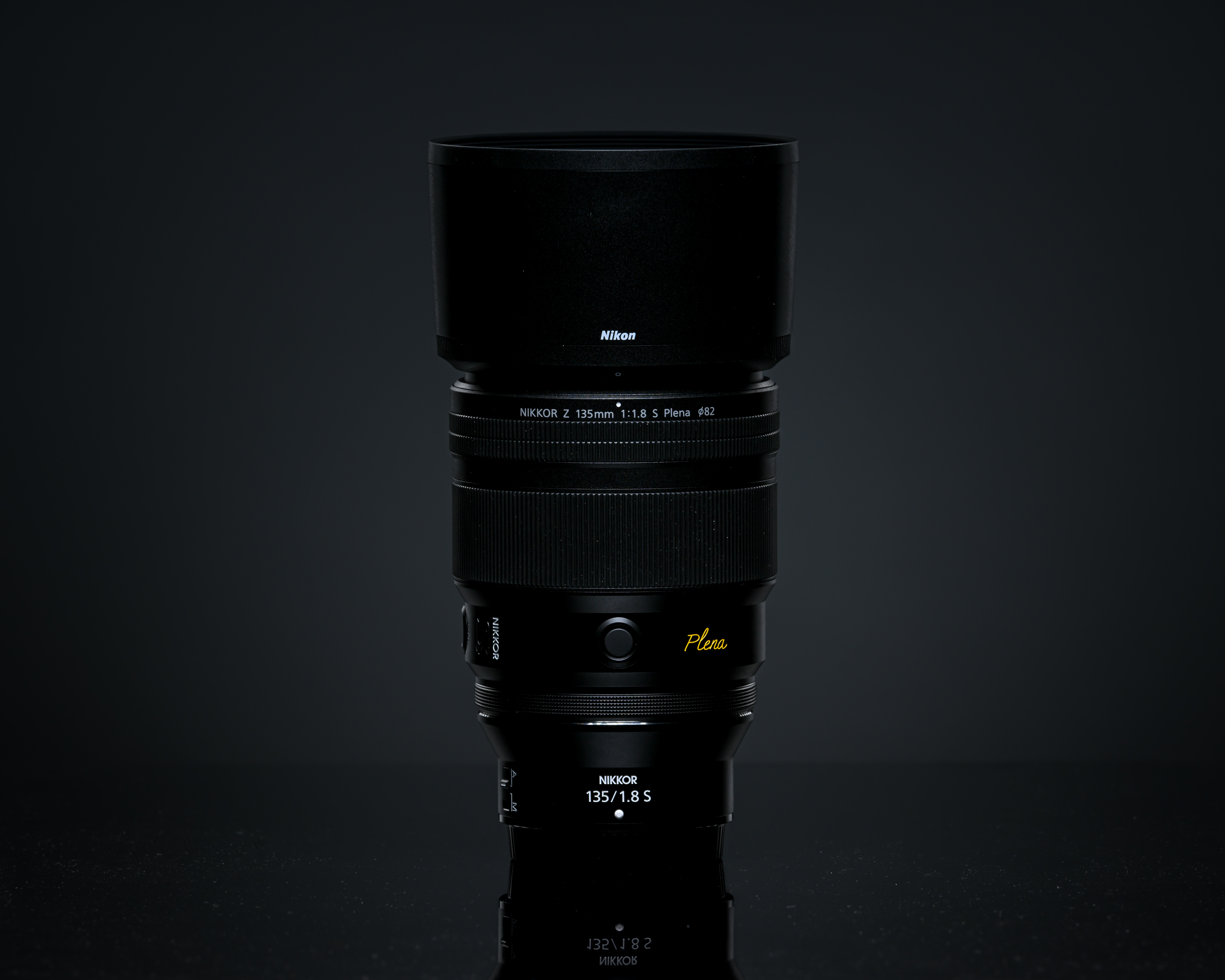
NIKKOR Z 135 mm f/1.8 S Plena

| Nikkor Z objektív    | Gyújtó- távolság | Rekesz- méret | Megjelenés      | FX/DX  | S    | VR   | TC   | PF   | MC   | AF   | Rekeszl. | Elemek  | Nagyítás | Szűrő- átmérő | Min. ftáv. | L-Fn. | Súly   | Fényell. (hood) | Forrás               |
| -------------------- | ---------------- | ------------- | --------------- | ------ | ---- | ---- | ---- | ---- | ---- | ---- | -------- | ------- | -------- | ------------- | ---------- | ----- | ------ | --------------- | -------------------- |
| 20 mm f/1.8 S        | 20 mm            | f/1.8         | 2020. feb. 12.  | FX     | Igen | Nem  | Nem  | Nem  | Nem  | Igen | 9        | 14 (11) | 0,19×    | 77 mm         | 0,20 m     | –     | 505 g  | HB-95           | [ 21 ]               |
| 24 mm f/1.7 DX       | 24 mm            | f/1.7         | 2023. máj. 31.  | DX     | Nem  | Nem  | Nem  | Nem  | Nem  | Igen | 7        | 9 (8)   | 0,19×    | 46 mm         | 0,18 m     | –     | 135 g  | HN-42           | [ 22 ] [ 23 ] [ 24 ] |
| 24 mm f/1.8 S        | 24 mm            | f/1.8         | 2019. szep. 4.  | FX     | Igen | Nem  | Nem  | Nem  | Nem  | Igen | 9        | 12 (10) | 0,15×    | 72 mm         | 0,25 m     | –     | 450 g  | HB-88           | [ 25 ]               |
| 26 mm f/2.8          | 26 mm            | f/2.8         | 2023. jan. 5.   | FX     | Nem  | Nem  | Nem  | Nem  | Nem  | Igen | 7        | 8 (6)   | 0,19×    | 52 mm         | 0,20 m     | –     | 125 g  | HB-111          | [ 26 ] [ 27 ] [ 28 ] |
| 28 mm f/2.8          | 28 mm            | f/2.8         | 2021. nov. 18.  | FX     | Nem  | Nem  | Nem  | Nem  | Nem  | Igen | 7        | 9 (8)   | 0,20×    | 52 mm         | 0,19 m     | –     | 155 g  | –               | [ 29 ]               |
| 28 mm f/2.8 SE       | 28 mm            | f/2.8         | 2021. jún. 29.  | FX     | Nem  | Nem  | Nem  | Nem  | Nem  | Igen | 7        | 9 (8)   | 0,20×    | 52 mm         | 0,19 m     | –     | 160 g  | –               | [ 30 ]               |
| 35 mm f/1.2 S        | 35 mm            | f/1.2         | 2025. feb. 5.   | FX     | Igen | Nem  | Nem  | Nem  | Nem  | Igen | 11       | 17 (15) | 0,2×     | 82 mm         | 0,3 m      | 1     | 1060 g | HB-110          | [ 31 ] [ 32 ]        |
| 35 mm f/1.4          | 35 mm            | f/1.4         | 2024. jún. 26.  | FX     | Nem  | Nem  | Nem  | Nem  | Nem  | Igen | 9        | 11 (9)  | 0,18×    | 62 mm         | 0,27 m     | –     | 415 g  | HB-115          | [ 33 ] [ 34 ]        |
| 35 mm f/1.8 S        | 35 mm            | f/1.8         | 2018. aug. 23.  | FX     | Igen | Nem  | Nem  | Nem  | Nem  | Igen | 9        | 11 (9)  | 0,19×    | 62 mm         | 0,25 m     | –     | 370 g  | HB-89           | [ 35 ] [ 36 ]        |
| 40 mm f/2            | 40 mm            | f/2           | 2021. szep. 14. | FX     | Nem  | Nem  | Nem  | Nem  | Nem  | Igen | 9        | 6 (4)   | 0,17×    | 52 mm         | 0,29 m     | –     | 170 g  | –               | [ 37 ]               |
| 40 mm f/2 SE         | 40 mm            | f/2           | 2022. nov. 8.   | FX     | Nem  | Nem  | Nem  | Nem  | Nem  | Igen | 9        | 6 (4)   | 0,17×    | 52 mm         | 0,29 m     | –     | 170 g  | –               | [ 38 ]               |
| 50 mm f/1.2 S        | 50 mm            | f/1.2         | 2020. szep. 16. | FX     | Igen | Nem  | Nem  | Nem  | Nem  | Igen | 9        | 17 (15) | 0,15×    | 82 mm         | 0,45 m     | 1     | 1090 g | HB-94           | [ 39 ]               |
| 50 mm f/1.4          | 50 mm            | f/1.4         | 2024. szep. 10. | FX     | Nem  | Nem  | Nem  | Nem  | Nem  | Igen | 9        | 10 (7)  | 0,17×    | 62 mm         | 0,37 m     | –     | 420 g  | HB-115          | [ 40 ] [ 41 ] [ 42 ] |
| 50 mm f/1.8 S        | 50 mm            | f/1.8         | 2018. aug. 23.  | FX     | Igen | Nem  | Nem  | Nem  | Nem  | Igen | 9        | 12 (9)  | 0,15×    | 62 mm         | 0,40 m     | –     | 415 g  | HB-90           | [ 35 ] [ 43 ]        |
| MC 50 mm f/2.8       | 50 mm            | f/2.8         | 2021. jún. 2.   | FX     | Nem  | Nem  | Nem  | Nem  | Igen | Igen | 9        | 10 (7)  | 1×       | 46 mm         | 0,16 m     | –     | 260 g  | HN-41           | [ 44 ]               |
| 58 mm f/0.95 S Noct  | 58 mm            | f/0.95        | 2019. okt. 10.  | FX     | Igen | Nem  | Nem  | Nem  | Nem  | Nem  | 11       | 17 (10) | 0,19×    | 82 mm         | 0,50 m     | 1     | 2000 g | HN-38           | [ 45 ] [ 46 ]        |
| 85 mm f/1.2 S        | 85 mm            | f/1.2         | 2023. jan. 5.   | FX     | Igen | Nem  | Nem  | Nem  | Nem  | Igen | 11       | 15 (10) | 0,11×    | 82 mm         | 0,85 m     | 1     | 1160 g | HB-106          | [ 26 ] [ 47 ] [ 48 ] |
| 85 mm f/1.8 S        | 85 mm            | f/1.8         | 2019. júl. 31.  | FX     | Igen | Nem  | Nem  | Nem  | Nem  | Igen | 9        | 12 (8)  | 0,12×    | 67 mm         | 0,80 m     | –     | 470 g  | HB-91           | [ 49 ]               |
| MC 105 mm f/2.8 VR S | 105 mm           | f/2.8         | 2021. jún. 2.   | FX     | Igen | Igen | Nem  | Nem  | Igen | Igen | 9        | 16 (11) | 1×       | 62 mm         | 0,29 m     | 1     | 630 g  | HB-99           | [ 50 ]               |
| 135 mm f/1.8 S Plena | 135 mm           | f/1.8         | 2023. szep. 27. | FX     | Igen | Nem  | Nem  | Nem  | Nem  | Igen | 11       | 16 (14) | 0,20×    | 82 mm         | 0,82 m     | 1     | 995 g  | HB-108          | [ 51 ] [ 52 ]        |
| 400 mm f/2.8 TC VR S | 400 mm           | f/2.8         | 2022. jan. 19.  | FX     | Igen | Igen | 1.4x | Nem  | Nem  | Igen | 9        | 25 (19) | 0,17×    | 46 mm*        | 2,5 m      | 2     | 2950 g | HK-42           | [ 53 ]               |
| 400 mm f/4.5 VR S    | 400 mm           | f/4.5         | 2022. jún. 29.  | FX     | Igen | Igen | Nem  | Nem  | Nem  | Igen | 9        | 19 (13) | 0,16×    | 95 mm         | 2,5 m      | 2     | 1160 g | HB-105          | [ 54 ]               |
| 600 mm f/4 TC VR S   | 600 mm           | f/4           | 2022. nov. 2.   | FX     | Igen | Igen | 1.4x | Nem  | Nem  | Igen | 9        | 26 (20) | 0,14×    | 46 mm*        | 4,3 m      | 2     | 3260 g | HK-43           | [ 55 ]               |
| 600 mm f/6.3 VR S    | 600 mm           | f/6.3         | 2023. okt. 11.  | FX     | Igen | Igen | Nem  | Igen | Nem  | Igen | 9        | 21 (14) | 0,15×    | 95 mm         | 4 m        | 2     | 1390 g | HB-105A         | [ 56 ] [ 57 ]        |
| 800 mm f/6.3 VR S    | 800 mm           | f/6.3         | 2022. ápr. 6.   | FX     | Igen | Igen | Nem  | Igen | Nem  | Igen | 9        | 22 (14) | 0,16×    | 46 mm*        | 5 m        | 2     | 2385 g | HB-104          | [ 58 ]               |
| Nikkor Z objektív    | Gyújtó- távolság | Rekesz- méret | Megjelenés      | FX/ DX | S    | VR   | TC   | PF   | MC   | AF   | Rekeszl. | Elemek  | Nagyítás | Szűrő- átmérő | Min. ftáv. | L-Fn. | Súly   | Fényell. (hood) | Forrás               |

- A Nikkor Z 400 mm f/2.8 TC VR S, 600 mm f/4 TC VR S és 800 mm f/6.3 VR S objektívek "beejtős", 46 mm átmérőjű szűrőket támogatnak, melyet az objektív hátsó felén lehet behelyezni.

### Zoomobjektívek

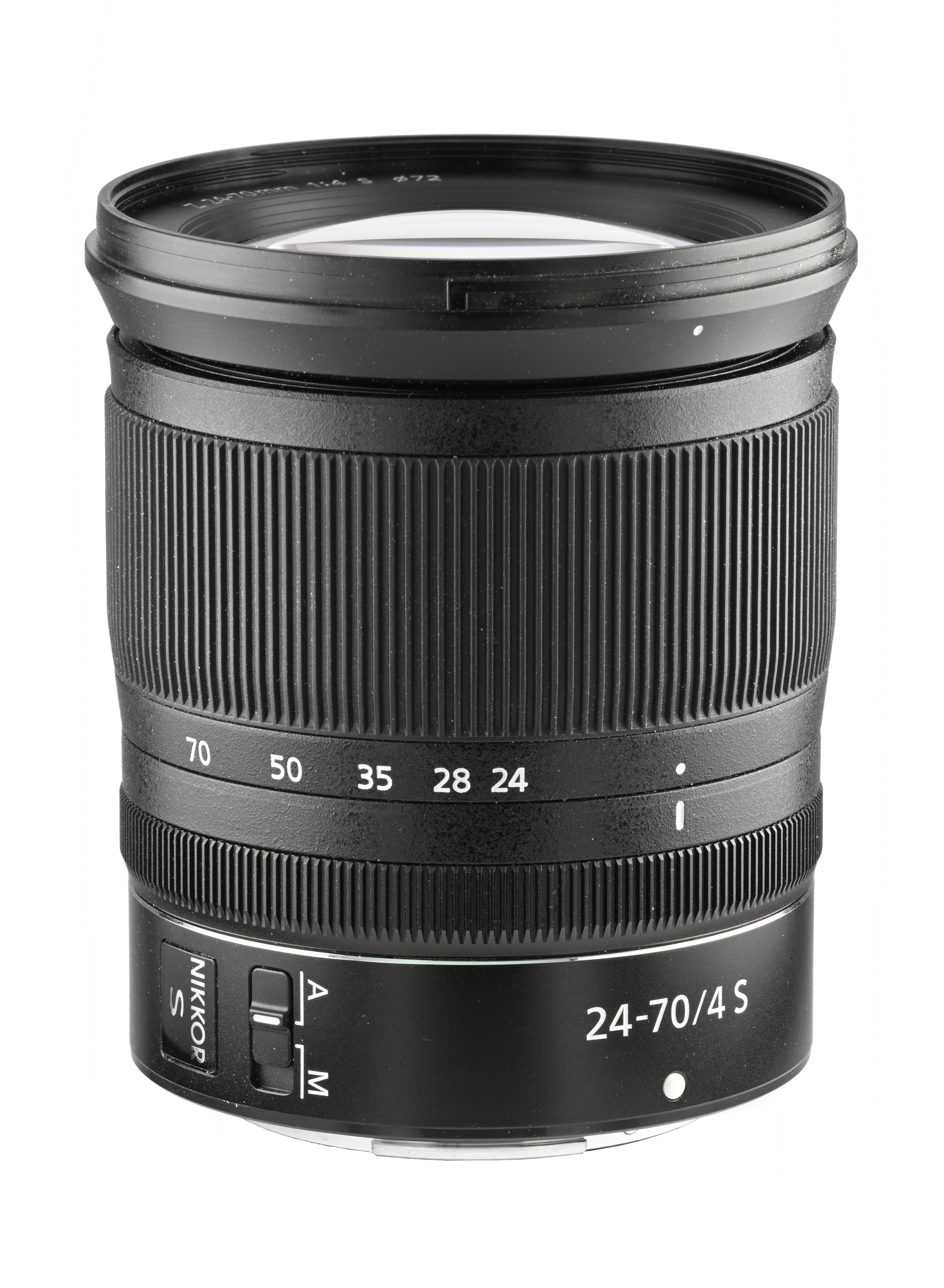
NIKKOR Z 24-70 mm f/4 S

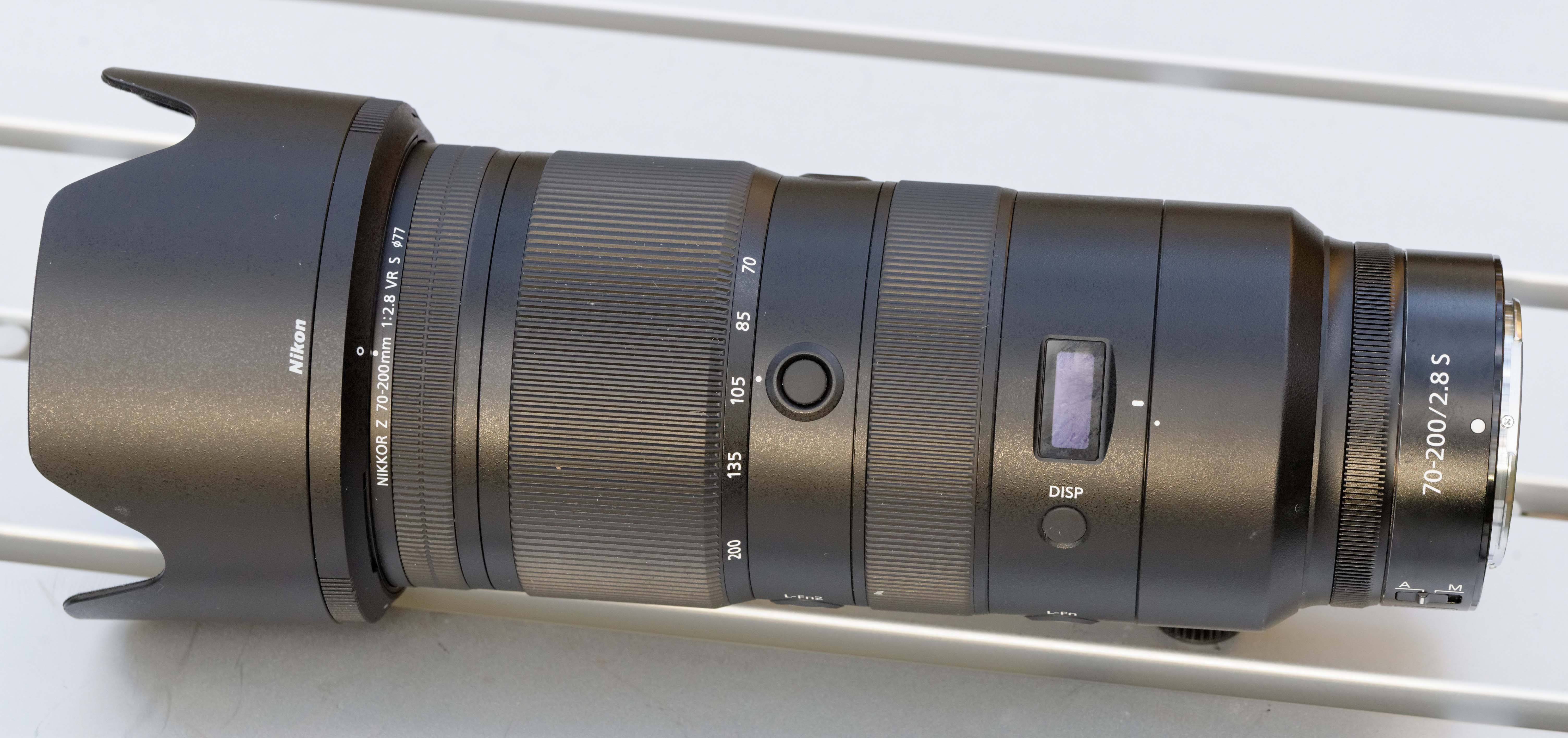
NIKKOR Z 70-200 mm f/2.8 VR S

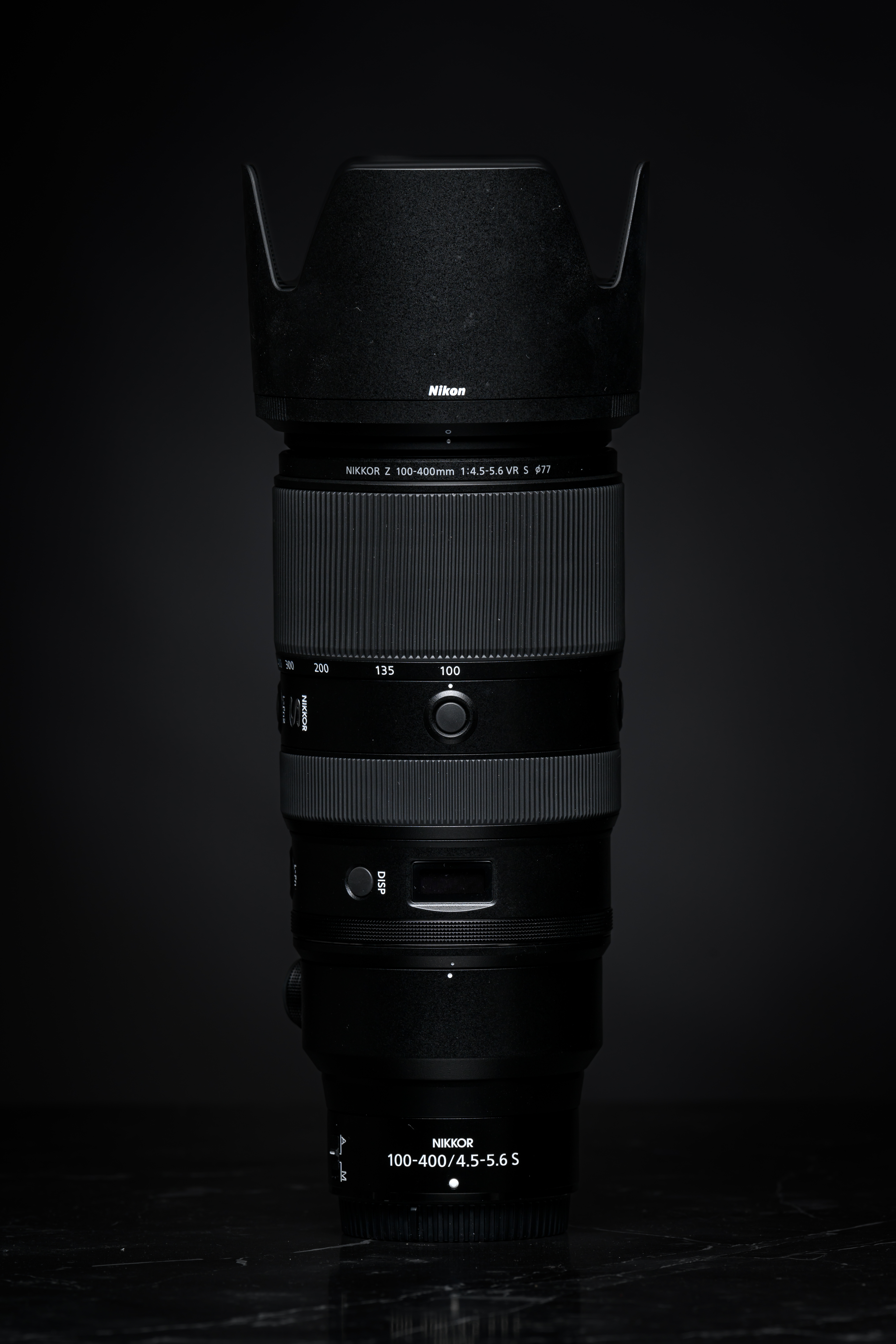
NIKKOR Z 100-400 mm f/4.5-5.6 VR S

| Nikkor Z objektív           | Gyújtótáv. | Gyújtótáv. | Rekesz- tartomány | Megjelenés      | FX/DX  | S    | VR   | AF   | PZ   | Rekeszl. | Elemek  | Nagyítás | Szűrő- átmérő | Minimális fókusztáv. | L-Fn. | Súly   | Fényell. (hood) | Forr.         |
| Nikkor Z objektív           | Min        | Max        | Rekesz- tartomány | Megjelenés      | FX/DX  | S    | VR   | AF   | PZ   | Rekeszl. | Elemek  | Nagyítás | Szűrő- átmérő | Minimális fókusztáv. | L-Fn. | Súly   | Fényell. (hood) | Forr.         |
| --------------------------- | ---------- | ---------- | ----------------- | --------------- | ------ | ---- | ---- | ---- | ---- | -------- | ------- | -------- | ------------- | -------------------- | ----- | ------ | --------------- | ------------- |
| 12–28 mm f/3.5-5.6 PZ VR DX | 12         | 28         | f/3.5 – 5.6       | 2023. ápr. 18.  | DX     | Nem  | Igen | Igen | Igen | 7        | 12 (11) | 0,21×    | 67 mm         | 0,19 m               | –     | 205 g  | HB-112          | [ 59 ]        |
| 14–24 mm f/2.8 S            | 14         | 24         | f/2.8             | 2020. szep. 16. | FX     | Igen | Nem  | Igen | Nem  | 9        | 16 (11) | 0,13×    | 112 mm        | 0,28 m               | 1     | 650 g  | HB-96           | [ 60 ]        |
| 14–30 mm f/4 S              | 14         | 30         | f/4               | 2019. jan. 8.   | FX     | Igen | Nem  | Igen | Nem  | 7        | 14 (12) | 0,16×    | 82 mm         | 0,28 m               | –     | 485 g  | HB-86           | [ 61 ]        |
| 16–50 mm f/3.5-6.3 VR DX    | 16         | 50         | f/3.5 – 6.3       | 2019. okt. 10.  | DX     | Nem  | Igen | Igen | Nem  | 7        | 9 (7)   | 0,20×    | 46 mm         | 0,20 m               | –     | 135 g  | HN-40           | [ 62 ]        |
| 16–50 mm f/3.5-6.3 VR DX SL | 16         | 50         | f/3.5 – 6.3       | 2021. jún. 29.  | DX     | Nem  | Igen | Igen | Nem  | 7        | 9 (7)   | 0,20×    | 46 mm         | 0,20 m               | –     | 135 g  | HN-40           | [ 62 ] [ 63 ] |
| 17–28 mm f/2.8              | 17         | 28         | f/2.8             | 2022. szep. 20. | FX     | Nem  | Nem  | Igen | Nem  | 9        | 13 (11) | 0,19×    | 67 mm         | 0,19 m               | –     | 450 g  | HB-107          | [ 64 ]        |
| 18–140 mm f/3.5-6.3 VR DX   | 18         | 140        | f/3.5 – 6.3       | 2021. okt. 13.  | DX     | Nem  | Igen | Igen | Nem  | 7        | 17 (13) | 0,33×    | 62 mm         | 0,20 m               | –     | 315 g  | HB-101          | [ 65 ]        |
| 24–50 mm f/4-6.3            | 24         | 50         | f/4 – 6.3         | 2020. júl. 21.  | FX     | Nem  | Nem  | Igen | Nem  | 7        | 11 (10) | 0,17×    | 52 mm         | 0,35 m               | –     | 195 g  | HB-98           | [ 66 ]        |
| 24–70 mm f/2.8 S            | 24         | 70         | f/2.8             | 2019. feb. 14.  | FX     | Igen | Nem  | Igen | Nem  | 9        | 17 (15) | 0,22×    | 82 mm         | 0,38 m               | 1     | 805 g  | HB-87           | [ 67 ]        |
| 24–70 mm f/4 S              | 24         | 70         | f/4               | 2018. aug. 23.  | FX     | Igen | Nem  | Igen | Nem  | 7        | 14 (11) | 0,30×    | 72 mm         | 0,30 m               | –     | 500 g  | HB-85           | [ 35 ] [ 68 ] |
| 24–120 mm f/4 S             | 24         | 120        | f/4               | 2021. okt. 28.  | FX     | Igen | Nem  | Igen | Nem  | 9        | 16 (13) | 0,39×    | 77 mm         | 0,35 m               | 1     | 630 g  | HB-102          | [ 69 ]        |
| 24–200 mm f/4-6.3 VR        | 24         | 200        | f/4 – 6.3         | 2020. feb. 12.  | FX     | Nem  | Igen | Igen | Nem  | 7        | 19 (15) | 0,28×    | 67 mm         | 0,50 m               | –     | 570 g  | HB-93           | [ 70 ]        |
| 28–75 mm f/2.8              | 28         | 75         | f/2.8             | 2021. dec. 14.  | FX     | Nem  | Nem  | Igen | Nem  | 9        | 15 (12) | 0,34×    | 67 mm         | 0,19 m               | –     | 565 g  | HB-93A          | [ 71 ]        |
| 28–135 mm f/4 PZ            | 28         | 135        | f/4               | 2025. feb. 13.  | FX     | Nem  | Nem  | Igen | Igen | 9        | 18 (13) | 0,25×    | 95 mm         | 0,34 – 0,57 m        | 1     | 1210 g | HB-116          | [ 72 ]        |
| 28–400 mm f/4-8 VR          | 28         | 400        | f/4 – 8           | 2024. már. 27.  | FX     | Nem  | Igen | Igen | Nem  | 9        | 21 (15) | 0,35×    | 77 mm         | 0,20 – 1,20 m        | –     | 725 g  | HB-114          | [ 73 ]        |
| 50–250 mm f/4.5-6.3 VR DX   | 50         | 250        | f/4.5 – 6.3       | 2019. okt. 10.  | DX     | Nem  | Igen | Igen | Nem  | 7        | 16 (12) | 0,23×    | 62 mm         | 0,50 m               | –     | 405 g  | HB-90A          | [ 74 ]        |
| 70–180 mm f/2.8             | 70         | 180        | f/2.8             | 2023. jún. 21.  | FX     | Nem  | Nem  | Igen | Nem  | 9        | 19 (14) | 0,48×    | 67 mm         | 0,27 – 0,85 m        | –     | 795 g  | HB-113          | [ 75 ]        |
| 70–200 mm f/2.8 VR S        | 70         | 200        | f/2.8             | 2020. jan. 7.   | FX     | Igen | Igen | Igen | Nem  | 9        | 21 (18) | 0,20×    | 77 mm         | 0,50 – 1,0 m         | 2     | 1360 g | HB-92           | [ 76 ]        |
| 100–400 mm f/4.5-5.6 VR S   | 100        | 400        | f/4.5 – 5.6       | 2021. okt. 28.  | FX     | Igen | Igen | Igen | Nem  | 9        | 25 (20) | 0,38×    | 77 mm         | 0,75 – 0,98 m        | 2     | 1355 g | HB-103          | [ 77 ]        |
| 180–600 mm f/5.6-6.3 VR     | 180        | 600        | f/5.6 – 6.3       | 2023. jún. 21.  | FX     | Nem  | Igen | Igen | Nem  | 9        | 25 (17) | 0,25×    | 95 mm         | 1,3 – 2,4 m          | 1     | 2140 g | HB-109          | [ 78 ]        |
| Nikkor Z objektív           | Min        | Max        | Rekesz- tartomány | Megjelenés      | FX/ DX | S    | VR   | AF   | PZ   | Rekeszl. | Elemek  | Nagyítás | Szűrő- átmérő | Minimális fókusztáv. | L-Fn. | Súly   | Fényell. (hood) | Forrás        |
| Nikkor Z objektív           | Gyújtótáv. |            | Rekesz- tartomány | Megjelenés      | FX/ DX | S    | VR   | AF   | PZ   | Rekeszl. | Elemek  | Nagyítás | Szűrő- átmérő | Minimális fókusztáv. | L-Fn. | Súly   | Fényell. (hood) | Forrás        |

### Telekonverterek
| Telekonverter   | Leképezési arány | Megjelenés       | Elemek | Súly  | Forrás |
| --------------- | ---------------- | ---------------- | ------ | ----- | ------ |
| Nikon Z TC-1.4x | 1.4x             | 2020. július 21. | 6 (4)  | 220 g | [ 79 ] |
| Nikon Z TC-2.0x | 2.0x             | 2020. július 21. | 8 (5)  | 270 g | [ 80 ] |

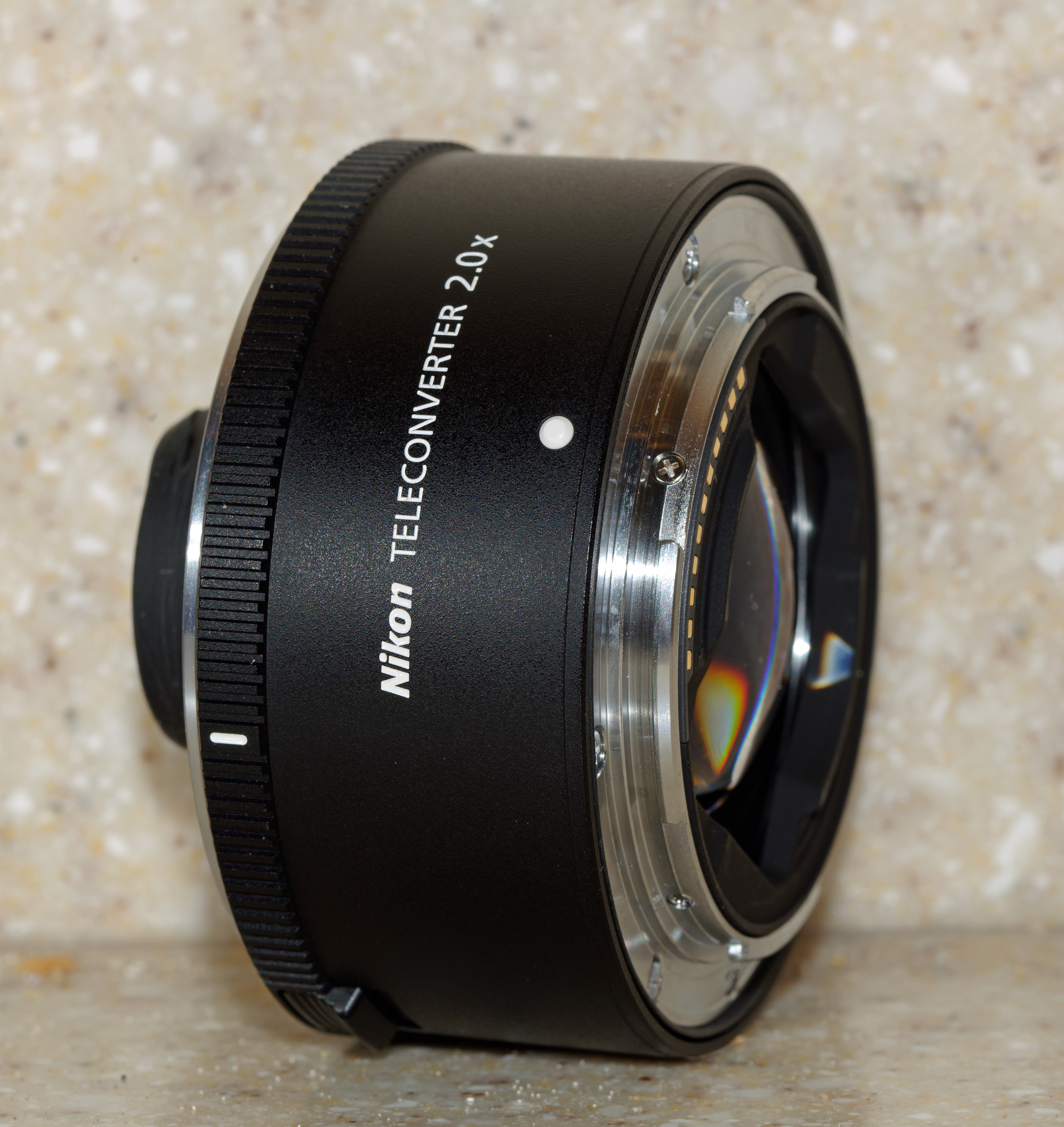
Nikon Z TC-2.0x

A Nikon Z telekonverterek csak bizonyos Nikkor Z objektívekkel kompatibilisek. Nem használhatóak FTZ-bajonettadapterrel. Z telekonverterek nem szerelhetőek egymásra.
A következő objektívek kompatibilisek a Nikon Z telekonverterekkel:
- Nikkor Z 70–180 mm f/2.8
- Nikkor Z 70–200 mm f/2.8 VR S
- Nikkor Z 100–400 mm f/4.5-5.6 VR S
- Nikkor Z 180–600 mm f/5.6-6.3 VR
- Nikkor Z 400 mm f/2.8 TC VR S
- Nikkor Z 400 mm f/4.5 VR S
- Nikkor Z 600 mm f/4 TC VR S
- Nikkor Z 600 mm f/6.3 VR S
- Nikkor Z 800 mm f/6.3 VR S

### Bajonettadapterek
| Adapter                                     | Megjelenés          | Súly  | Forrás        |
| ------------------------------------------- | ------------------- | ----- | ------------- |
| Mount Adapter FTZ                           | 2018. augusztus 23. | 135 g | [ 83 ] [ 84 ] |
| Mount Adapter FTZ II                        | 2021. október 28.   | 125 g | [ 85 ] [ 86 ] |
| RED Z to PL Adapter Pack                    | 2025. február 13.   | ?     | [ 87 ]        |
| RED Z to PL with Electronic ND Adapter Pack | 2025. február 13.   | ?     | [ 87 ]        |

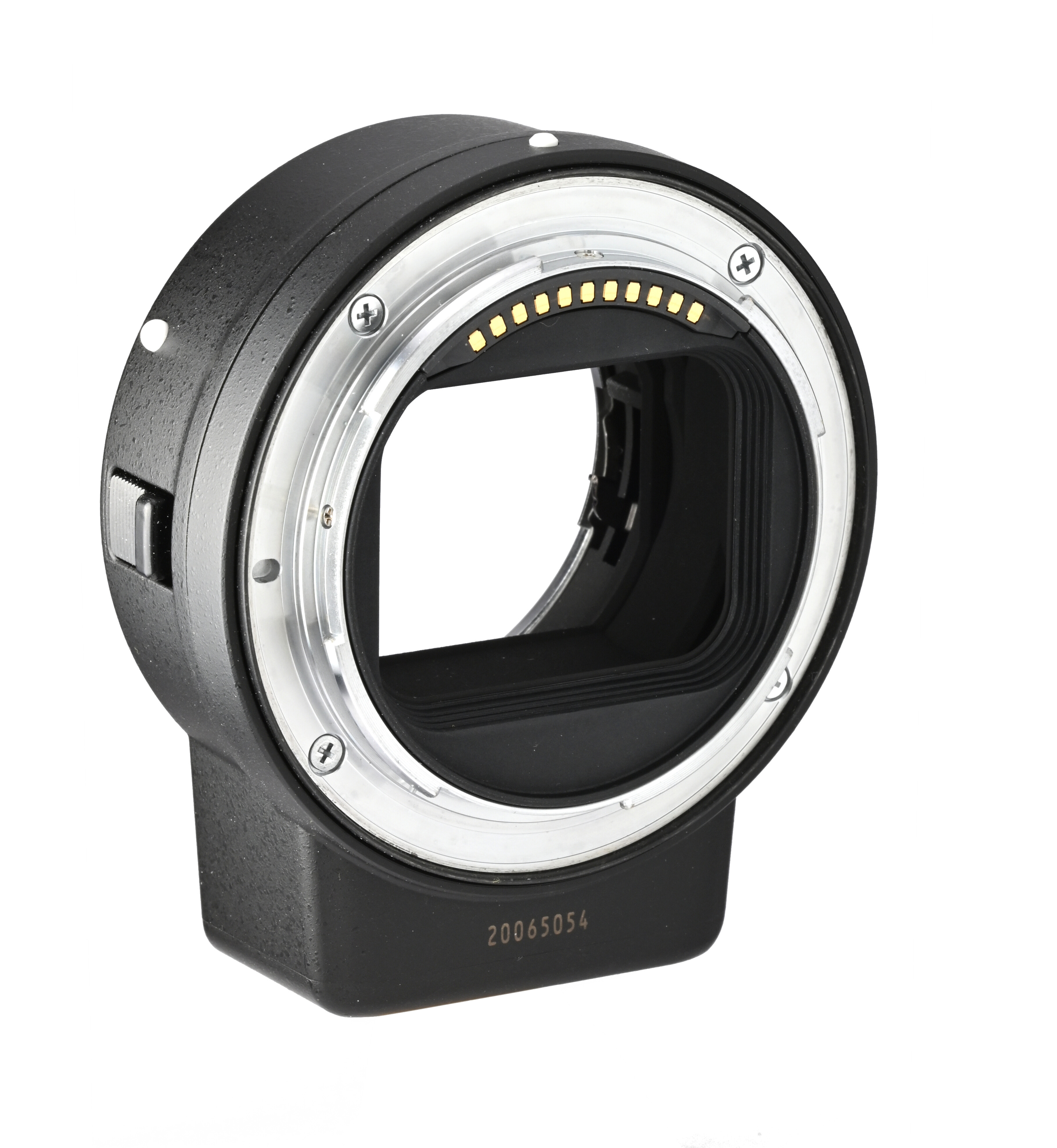
Az FTZ bajonettadapter, mely segítségével az F-bajonettes objektívek használhatóak Z gépen

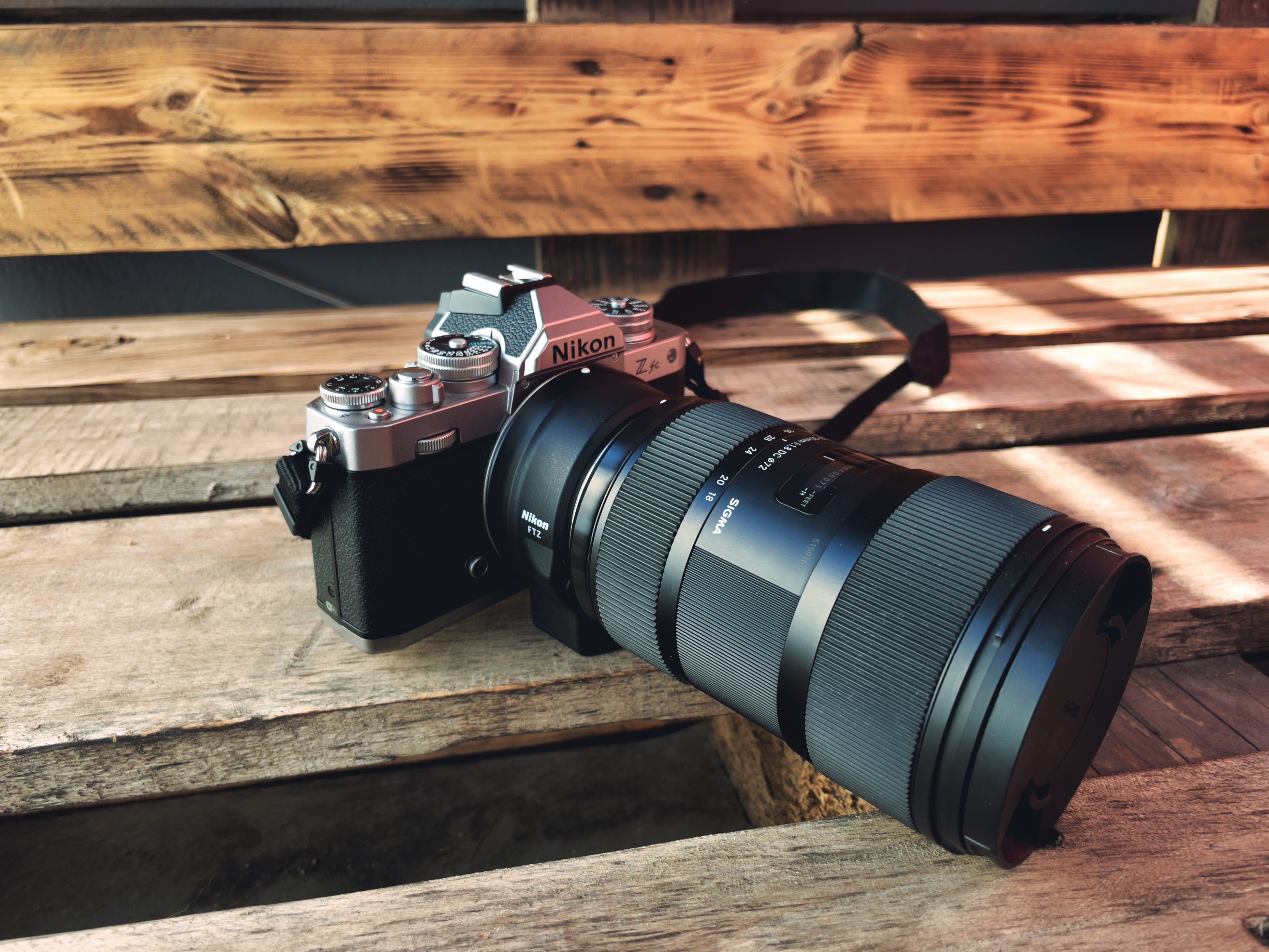
Sigma 18-35mm f/1.8 DC egy Z fc gépen, FTZ bajonettadapterrel

A Nikon az F-objektívek FTZ-bajonettadapteren való kompatibilitását a következő táblázat szerint határozta meg. F-bajonettes telekonverterek használhatóak a támogatott objektívekkel, de Z-bajonettes telekonverterek nem használhatóak FTZ-bajonettadapterrel. Az F-objektívek típusai a Nikon F-bajonett szócikkben részletezve olvashatóak.
| F-objektív típusa | F-objektív típusa              | Fókusz                                               | Expozíciós módok                                                                                 | Fénymérési módok                                                                     | IBIS                                                         | Exif adatok átvitele                                         |
| ----------------- | ------------------------------ | ---------------------------------------------------- | ------------------------------------------------------------------------------------------------ | ------------------------------------------------------------------------------------ | ------------------------------------------------------------ | ------------------------------------------------------------ |
| Autofókusz        | AF-P AF-S AF-I                 | Autofókusz                                           | Minden mód: záridő-előválasztásos (S), rekesz-előválasztásos (A), manuális (M), programozott (P) | Minden mód: mátrix, középre súlyozott, célpont (spot), világosra súlyozott fénymérés | Igen                                                         | Igen                                                         |
| Autofókusz        | AF (G) AF (D) (csavaros)       | Manuális fókusz (fókusz-megerősítéssel)              | Minden mód: záridő-előválasztásos (S), rekesz-előválasztásos (A), manuális (M), programozott (P) | Minden mód: mátrix, középre súlyozott, célpont (spot), világosra súlyozott fénymérés | Igen                                                         | Igen                                                         |
| Autofókusz        | AF (csavaros)                  | Manuális fókusz (fókuszcsúcsolással (focus peaking)) | Minden mód: záridő-előválasztásos (S), rekesz-előválasztásos (A), manuális (M), programozott (P) | Minden mód: mátrix, középre súlyozott, célpont (spot), világosra súlyozott fénymérés | Igen                                                         | Igen                                                         |
| Manuális fókusz   | AI-P PC-E                      | Manuális fókusz (fókuszcsúcsolással (focus peaking)) | Minden mód: záridő-előválasztásos (S), rekesz-előválasztásos (A), manuális (M), programozott (P) | Minden mód: mátrix, középre súlyozott, célpont (spot), világosra súlyozott fénymérés | Igen                                                         | Igen                                                         |
| Manuális fókusz   | AI PC (CPU-csatlakozók nélkül) | Manuális fókusz (fókuszcsúcsolással (focus peaking)) | Rekesz-előválasztásos (A) és manuális (M)                                                        | Nincs világosra súlyozott fénymérés                                                  | Gyújtótávolság és legnagyobb rekeszméret megadása manuálisan | Gyújtótávolság és legnagyobb rekeszméret megadása manuálisan |
| Manuális fókusz   | AI előtti                      | Hivatalosan nem támogatott                           | Hivatalosan nem támogatott                                                                       | Hivatalosan nem támogatott                                                           | Hivatalosan nem támogatott                                   | Hivatalosan nem támogatott                                   |

## Egyéb gyártók Z-bajonettes objektívei és adapterei
Egyes, harmadik fél által gyártott objektívek nem rendelkeznek elektronikus csatlakozóval, így nem támogatják az autofókuszt, ezeknél csupán a manuális élesítés lehetséges. Ennek ellenére bizonyos gyártók teljes funkcionalitású objektívet is gyártanak (autofókusz, automatikus rekeszirányítás, Exif adatok átvitele stb.). A harmadik fél által gyártott objektívek Z-bajonettes fényképezőgépeken csak bizonyos firmware-verziókkal támogatottak, és az esetleges új gépeken nem feltétlenül működnek majd. A Cosina Voigtländer, Sigma és Tamron gyártók hivatalosan licenszelték a Nikon Z-bajonettet, így ezen gyártók objektívjei teljes kompatibilitással rendelkeznek.
Az objektívek és adapterek alábbi listája nem teljes körű, csupán a legnépszerűbb autofókuszos objektíveket és adaptereket listázza.

### Autofókuszos objektívek

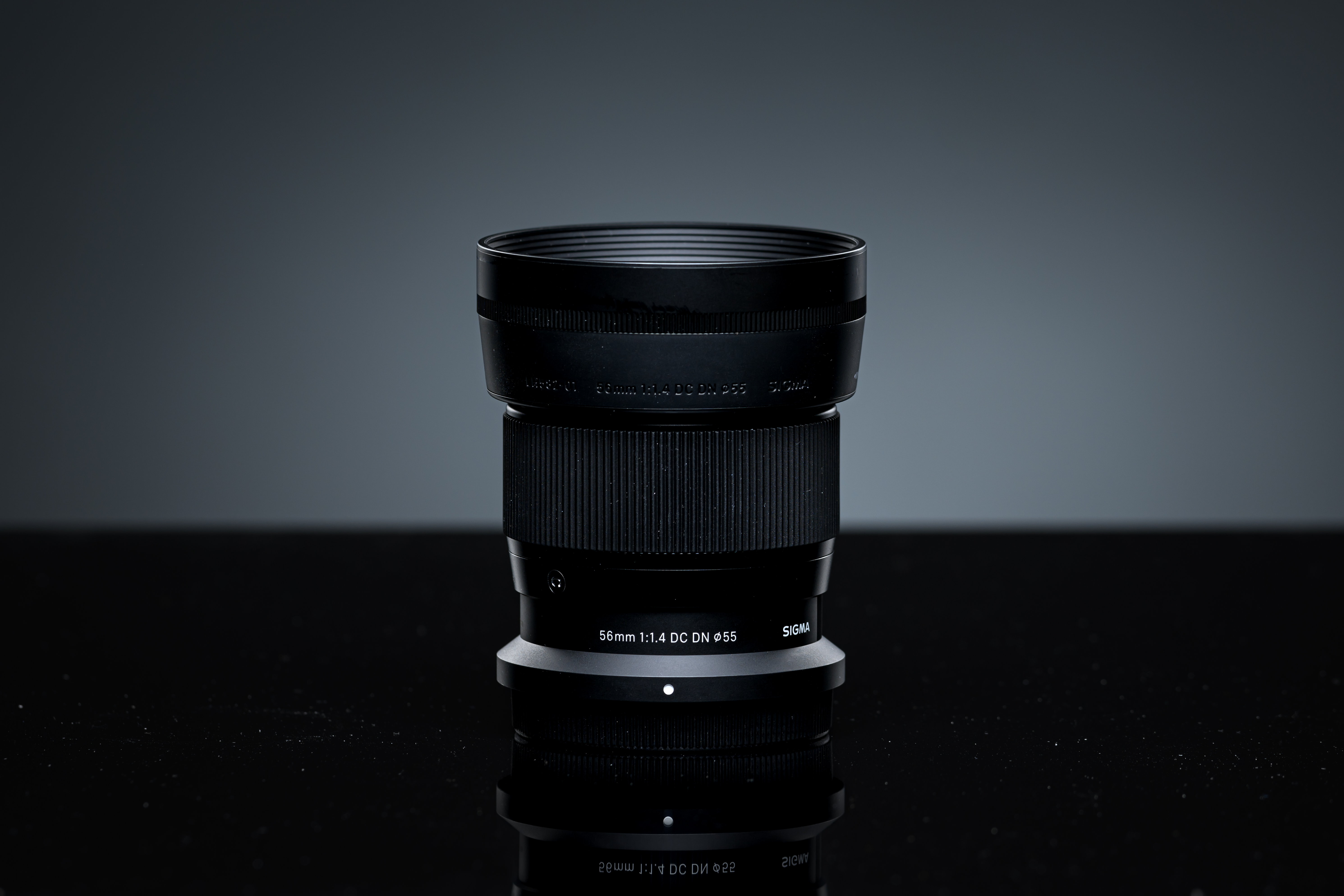
Sigma 56 mm f/1.4 DC DN Contemporary (DX)

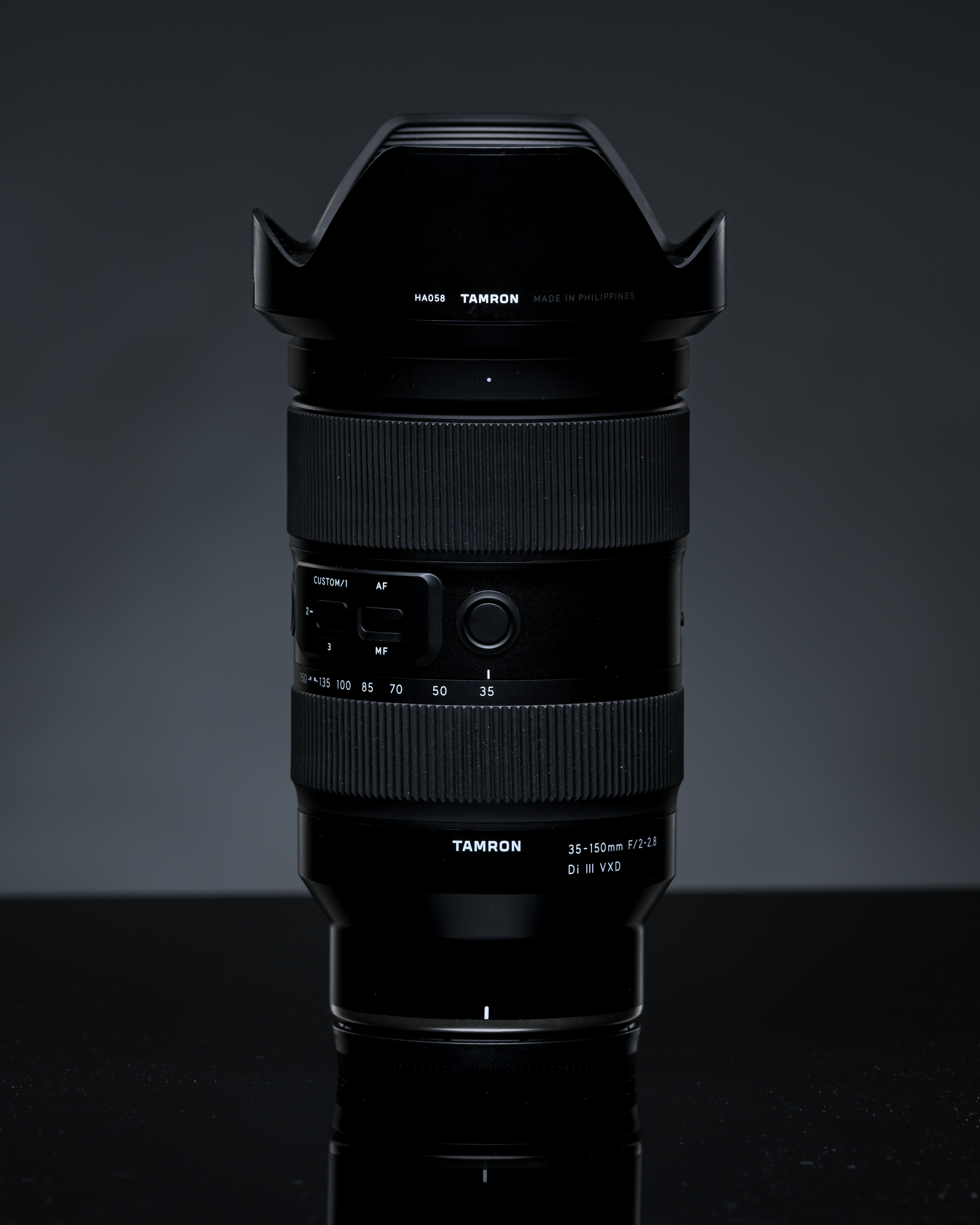
Tamron 35–150 mm f/2-2.8 Di III VXD (A058)

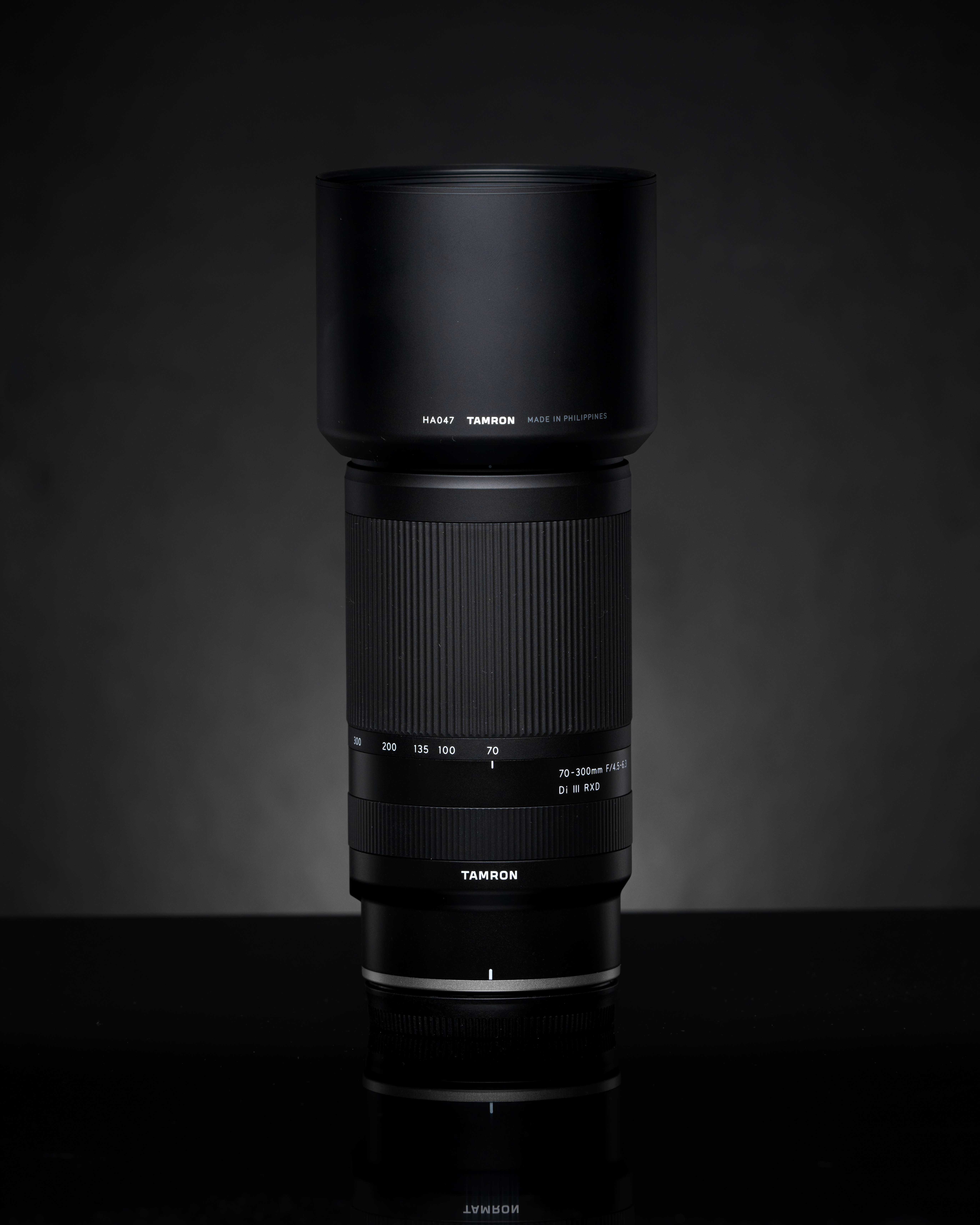
Tamron 70–300 mm f/4.5-6.3 Di III RXD (A047)

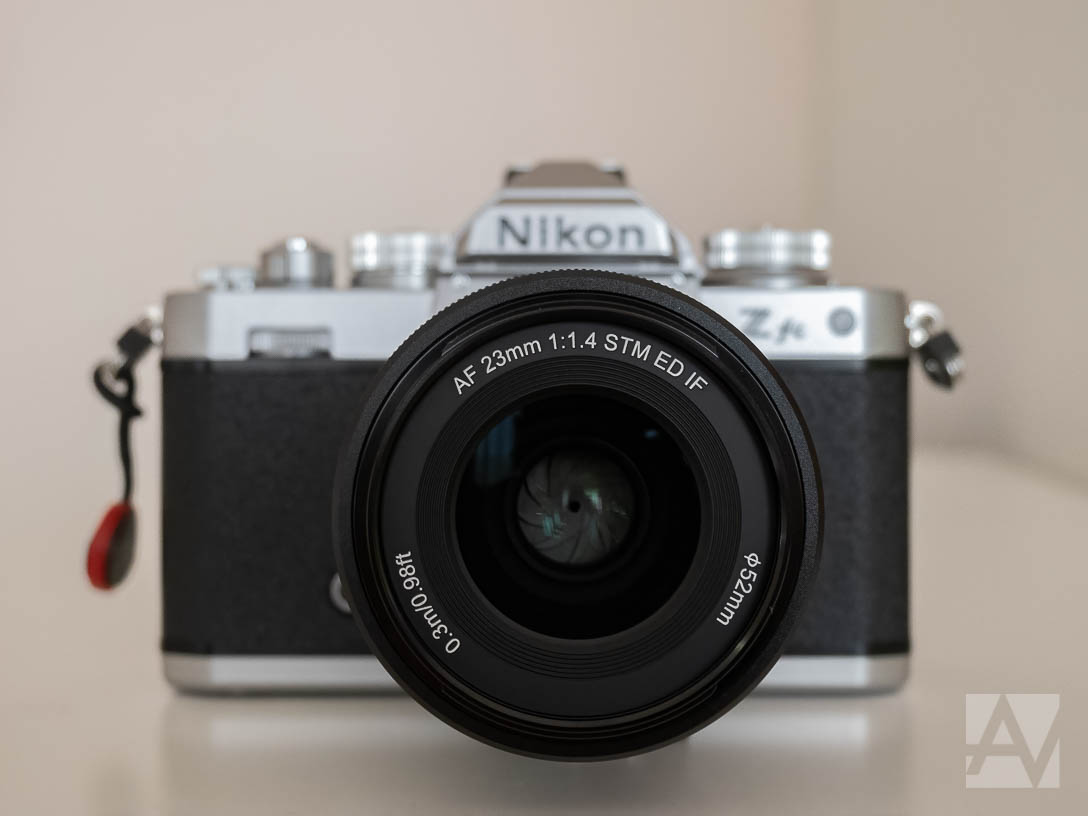
Viltrox 23 mm f/1.4 (DX) + Nikon Z fc

| Objektív                                        | Gyártó    | Gyújtótáv. | Gyújtótáv. | Rekesz- tartomány | Év   | FX/DX  | Stab. | Lic. | Nagyítás     | Szűrő- átmérő | Minimális fókusztáv. | Súly   | Forrás                          |
| Objektív                                        | Gyártó    | Min        | Max        | Rekesz- tartomány | Év   | FX/DX  | Stab. | Lic. | Nagyítás     | Szűrő- átmérő | Minimális fókusztáv. | Súly   | Forrás                          |
| ----------------------------------------------- | --------- | ---------- | ---------- | ----------------- | ---- | ------ | ----- | ---- | ------------ | ------------- | -------------------- | ------ | ------------------------------- |
| 7Artisans 27 mm f/2.8 AF                        | 7Artisans | 27         | 27         | f/2.8             | 2024 | DX     | Nem   | Nem  | ?            | 39 mm         | 0,30 m               | 163 g  | [ 94 ] [ 95 ]                   |
| 7Artisans 50 mm f/1.8 AF                        | 7Artisans | 50         | 50         | f/1.8             | 2024 | FX     | Nem   | Nem  | ?            | 62 mm         | 0,50 m               | 463 g  | [ 96 ] [ 97 ]                   |
| 7Artisans 85 mm f/1.8 AF                        | 7Artisans | 85         | 85         | f/1.8             | 2024 | FX     | Nem   | Nem  | ?            | 62 mm         | 0,80 m               | 452 g  | [ 98 ] [ 99 ]                   |
| AstrHori 27/2.8 AF (DX)                         | AstrHori  | 27         | 27         | f/2.8             | 2024 | DX     | Nem   | Nem  | ?            | 39 mm         | 0,30 m               | 167 g  | [ 100 ] [ 101 ] [ 102 ]         |
| AstrHori 85/1.8 AF                              | AstrHori  | 85         | 85         | f/1.8             | 2024 | FX     | Nem   | Nem  | ?            | 72 mm         | 0,79 m               | 626 g  | [ 103 ] [ 104 ]                 |
| Laowa 10 mm f/2.8 Zero-D                        | Laowa     | 10         | 10         | f/2.8             | 2024 | FX     | Nem   | Nem  | 0,24×        | 77 mm         | 0,12 m               | 420 g  | [ 105 ] [ 106 ]                 |
| Meike 33/1.4 AF (DX)                            | Meike     | 33         | 33         | f/1.4             | 2024 | DX     | Nem   | Nem  | ?            | 55 mm         | 0,40 m               | 314 g  | [ 107 ] [ 108 ]                 |
| Meike 35/2 AF STM                               | Meike     | 35         | 35         | f/2               | 2024 | FX     | Nem   | Nem  | ?            | 58 mm         | 0,45 m               | 300 g  | [ 109 ]                         |
| Meike 50/1.8 AF                                 | Meike     | 50         | 50         | f/1.8             | 2024 | FX     | Nem   | Nem  | ?            | 58 mm         | 0,63 m               | ?      | [ 110 ]                         |
| Meike 55/1.4 AF (DX)                            | Meike     | 55         | 55         | f/1.4             | 2024 | DX     | Nem   | Nem  | ?            | 52 mm         | 0,61 m               | 286 g  | [ 111 ]                         |
| Meike 55/1.8 Pro AF STM                         | Meike     | 55         | 55         | f/1.8             | 2024 | FX     | Nem   | Nem  | ?            | 58 mm         | 0,55 m               | ?      | [ 112 ]                         |
| Meike 85/1.4 AF STM                             | Meike     | 85         | 85         | f/1.4             | 2023 | FX     | Nem   | Nem  | ?            | 77 mm         | 0,98 m               | 735 g  | [ 113 ] [ 114 ] [ 115 ]         |
| Meike 85/1.8 AF STM                             | Meike     | 85         | 85         | f/1.8             | 2023 | FX     | Nem   | Nem  | ?            | 67 mm         | 0,85 m               | 386 g  | [ 116 ] [ 117 ]                 |
| Meike 85/1.8 AF STM Pro                         | Meike     | 85         | 85         | f/1.8             | 2024 | FX     | Nem   | Nem  | ?            | 62 mm         | 0,85 m               | ?      | [ 118 ] [ 119 ]                 |
| Sigma DC DN 16/1.4 Contemporary (DX)            | Sigma     | 16         | 16         | f/1.4             | 2023 | DX     | Nem   | Igen | 0,10×        | 67 mm         | 0,25 m               | 420 g  | [ 120 ] [ 121 ]                 |
| Sigma DC DN 30/1.4 Contemporary (DX)            | Sigma     | 30         | 30         | f/1.4             | 2023 | DX     | Nem   | Igen | 0,14×        | 52 mm         | 0,30 m               | 285 g  | [ 120 ] [ 121 ]                 |
| Sigma DC DN 56/1.4 Contemporary (DX)            | Sigma     | 56         | 56         | f/1.4             | 2023 | DX     | Nem   | Igen | 0,14×        | 55 mm         | 0,50 m               | 295 g  | [ 120 ] [ 121 ]                 |
| Sirui 16 mm f/1.2 Sniper (DX)                   | Sirui     | 16         | 16         | f/1.2             | 2024 | DX     | Nem   | Nem  | ?            | 58 mm         | 0,30 m               | 403 g  | [ 122 ]                         |
| Sirui 20 mm T1.8 1.33x S35 Anamorphic (DX)      | Sirui     | 20         | 20         | T1.8              | 2025 | DX     | Nem   | Nem  | 0,07/0,05×   | 77 mm         | 0,40 m               | 480 g  | [ 123 ]                         |
| Sirui 23 mm f/1.2 Sniper (DX)                   | Sirui     | 23         | 23         | f/1.2             | 2023 | DX     | Nem   | Nem  | ?            | 58 mm         | 0,30 m               | 386 g  | [ 124 ]                         |
| Sirui 33 mm f/1.2 Sniper (DX)                   | Sirui     | 33         | 33         | f/1.2             | 2023 | DX     | Nem   | Nem  | ?            | 58 mm         | 0,40 m               | 404 g  | [ 124 ]                         |
| Sirui 40 mm T1.8 1.33x S35 Anamorphic (DX)      | Sirui     | 40         | 40         | T1.8              | 2025 | DX     | Nem   | Nem  | 0,05/0,07×   | 77 mm         | 0,60 m               | 614 g  | [ 125 ] [ 126 ]                 |
| Sirui 56 mm f/1.2 Sniper (DX)                   | Sirui     | 56         | 56         | f/1.2             | 2023 | DX     | Nem   | Nem  | ?            | 58 mm         | 0,60 m               | 427 g  | [ 124 ]                         |
| Sirui 75 mm f/1.2 Sniper (DX)                   | Sirui     | 75         | 75         | f/1.2             | 2024 | DX     | Nem   | Nem  | ?            | 67 mm         | 0,70 m               | 475 g  | [ 122 ]                         |
| Sirui 85 mm f/1.4 Aurora                        | Sirui     | 85         | 85         | f/1.4             | 2024 | FX     | Nem   | Nem  | 0,12×        | 67 mm         | 0,85 m               | 570 g  | [ 127 ] [ 128 ]                 |
| Tamron 16–30 mm f/2.8 Di III VXD G2 (A064)      | Tamron    | 16         | 30         | f/2.8             | 2025 | FX     | Nem   | Igen | 0,19 – 0,14× | 67 mm         | 0,19 – 0,3 m         | 450 g  | [ 129 ] [ 130 ] [ 131 ]         |
| Tamron 28–75 mm f/2.8 Di III VXD G2 (A063)      | Tamron    | 28         | 75         | f/2.8             | 2024 | FX     | Nem   | Igen | 0,37×        | 67 mm         | 0,18 m               | 550 g  | [ 132 ]                         |
| Tamron 35–150 mm f/2-2.8 Di III VXD (A058)      | Tamron    | 35         | 150        | f/2 – 2.8         | 2023 | FX     | Nem   | Igen | 0,18 – 0,17× | 82 mm         | 0,33 – 0,85 m        | 1190 g | [ 133 ] [ 134 ] [ 135 ]         |
| Tamron 50–400 mm f/4.5-6.3 Di III VC VXD (A067) | Tamron    | 50         | 400        | f/4.5 – 6.3       | 2024 | FX     | Igen  | Igen | 0,50 – 0,25× | 67 mm         | 0,25 – 1,50 m        | 1180 g | [ 136 ] [ 137 ] [ 138 ]         |
| Tamron 70–300 mm f/4.5-6.3 Di III RXD (A047)    | Tamron    | 70         | 300        | f/4.5 – 6.3       | 2022 | FX     | Nem   | Igen | 0,11 – 0,20× | 67 mm         | 0,80 – 1,50 m        | 580 g  | [ 139 ]                         |
| Tamron 90 mm f/2.8 Di III Macro VXD (F072)      | Tamron    | 90         | 90         | f/2.8             | 2024 | FX     | Nem   | Igen | 1×           | 67 mm         | 0,23 m               | 640 g  | [ 140 ] [ 141 ]                 |
| Tamron 150–500 mm f/5-6.7 Di III VC VXD (A057)  | Tamron    | 150        | 500        | f/5 – 6.7         | 2023 | FX     | Igen  | Igen | 0,32 – 0,27× | 82 mm         | 0,60 – 1,80 m        | 1720 g | [ 142 ]                         |
| TTArtisan AF 23 mm f/1.8 Z (DX)                 | TTArtisan | 23         | 23         | f/1.8             | 2025 | DX     | Nem   | Nem  | ?            | 52 mm         | 0,3 m                | 210 g  | [ 143 ] [ 144 ]                 |
| TTArtisan AF 27 mm f/2.8 Z (DX)                 | TTArtisan | 27         | 27         | f/2.8             | 2023 | DX     | Nem   | Nem  | ?            | 39 mm         | 0,35 m               | 100 g  | [ 145 ] [ 146 ]                 |
| TTArtisan AF 32 mm f/2.8 Z                      | TTArtisan | 32         | 32         | f/2.8             | 2022 | FX     | Nem   | Nem  | ?            | 27 mm         | 0,50 m               | 196 g  | [ 147 ] [ 148 ]                 |
| TTArtisan AF 35 mm f/1.8 Z (DX)                 | TTArtisan | 35         | 35         | f/1.8             | 2023 | DX     | Nem   | Nem  | ?            | 52 mm         | 0,60 m               | 210 g  | [ 149 ] [ 150 ]                 |
| TTArtisan AF 35 mm f/1.8 II Z (DX)              | TTArtisan | 35         | 35         | f/1.8             | 2024 | DX     | Nem   | Nem  | ?            | 52 mm         | 0,40 m               | 193 g  | [ 151 ]                         |
| TTArtisan AF 56 mm f/1.8 Z (DX)                 | TTArtisan | 56         | 56         | f/1.8             | 2024 | DX     | Nem   | Nem  | ?            | 52 mm         | 0,50 m               | 245 g  | [ 152 ]                         |
| TTArtisan AF 75 mm f/2 Z                        | TTArtisan | 75         | 75         | f/2               | 2024 | FX     | Nem   | Nem  | ?            | 62 mm         | 0,75 m               | 340 g  | [ 153 ] [ 154 ]                 |
| Viltrox AF 16/1.8 Z                             | Viltrox   | 16         | 16         | f/1.8             | 2024 | FX     | Nem   | Nem  | 0,10×        | 77 mm         | 0,27 m               | 550 g  | [ 155 ] [ 156 ]                 |
| Viltrox AF 20/2.8 Z                             | Viltrox   | 20         | 20         | f/2.8             | 2024 | FX     | Nem   | Nem  | 0,17×        | 52 mm         | 0,19 m               | 173 g  | [ 157 ] [ 158 ]                 |
| Viltrox AF 24/1.8 Z                             | Viltrox   | 24         | 24         | f/1.8             | 2021 | FX     | Nem   | Nem  | 0,10×        | 55 mm         | 0,30 m               | 370 g  | [ 159 ]                         |
| Viltrox AF 28/1.8 Z                             | Viltrox   | 28         | 28         | f/1.8             | 2023 | FX     | Nem   | Nem  | 0,10×        | 55 mm         | 0,37 m               | 367 g  | [ 160 ] [ 161 ] [ 162 ]         |
| Viltrox AF 35/1.8 Z                             | Viltrox   | 35         | 35         | f/1.8             | 2021 | FX     | Nem   | Nem  | 0,10×        | 55 mm         | 0,40 m               | 370 g  | [ 163 ]                         |
| Viltrox AF 40/2.5 Z Air                         | Viltrox   | 40         | 40         | f/2.5             | 2024 | FX     | Nem   | Nem  | 0,14×        | 52 mm         | 0,34 m               | 180 g  | [ 164 ] [ 165 ]                 |
| Viltrox AF 50/1.8 Z                             | Viltrox   | 50         | 50         | f/1.8             | 2022 | FX     | Nem   | Nem  | 0,10×        | 55 mm         | 0,55 m               | 390 g  | [ 166 ]                         |
| Viltrox AF 50/2 Z Air                           | Viltrox   | 50         | 50         | f/2               | 2025 | FX     | Nem   | Nem  | 0,11×        | 58 mm         | 0,51 m               | 220 g  | [ 167 ] [ 168 ] [ 169 ]         |
| Viltrox AF 85/1.8 Z                             | Viltrox   | 85         | 85         | f/1.8             | 2020 | FX     | Nem   | Nem  | 0,13×        | 72 mm         | 0,80 m               | 540 g  | [ 170 ] [ 171 ]                 |
| Viltrox AF 135/1.8 Z LAB                        | Viltrox   | 135        | 135        | f/1.8             | 2025 | FX     | Nem   | Nem  | 0,25×        | 82 mm         | 0,72 m               | 1265 g | [ 172 ] [ 173 ] [ 169 ]         |
| Viltrox AF 13/1.4 Z (DX) (VTAF1314Z)            | Viltrox   | 13         | 13         | f/1.4             | 2022 | DX     | Nem   | Nem  | 0,10×        | 67 mm         | 0,22 m               | 455 g  | [ 174 ] [ 175 ]                 |
| Viltrox AF 23/1.4 Z (DX)                        | Viltrox   | 23         | 23         | f/1.4             | 2021 | DX     | Nem   | Nem  | 0,10×        | 52 mm         | 0,30 m               | 300 g  | [ 174 ] [ 176 ]                 |
| Viltrox AF 25/1.7 Z Air (DX)                    | Viltrox   | 25         | 25         | f/1.7             | 2025 | DX     | Nem   | Nem  | 0,52×        | 52 mm         | 0,30 m               | 180 g  | [ 177 ] [ 178 ] [ 179 ] [ 180 ] |
| Viltrox AF 27/1.2 Z PRO (DX)                    | Viltrox   | 27         | 27         | f/1.2             | 2023 | DX     | Nem   | Nem  | 0,15×        | 67 mm         | 0,28 m               | 605 g  | [ 181 ] [ 182 ]                 |
| Viltrox AF 33/1.4 Z (DX)                        | Viltrox   | 33         | 33         | f/1.4             | 2021 | DX     | Nem   | Nem  | 0,10×        | 52 mm         | 0,40 m               | 310 g  | [ 174 ] [ 176 ]                 |
| Viltrox AF 35/1.7 Z Air (DX)                    | Viltrox   | 35         | 35         | f/1.7             | 2024 | DX     | Nem   | Nem  | 0,13×        | 52 mm         | 0,33 m               | 180 g  | [ 183 ] [ 184 ]                 |
| Viltrox AF 56/1.4 Z (DX)                        | Viltrox   | 56         | 56         | f/1.4             | 2021 | DX     | Nem   | Nem  | 0,10×        | 52 mm         | 0,60 m               | 320 g  | [ 174 ] [ 176 ]                 |
| Viltrox AF 56/1.7 Z Air (DX)                    | Viltrox   | 56         | 56         | f/1.7             | 2024 | DX     | Nem   | Nem  | 0,11×        | 52 mm         | 0,55 m               | 187 g  | [ 185 ] [ 186 ]                 |
| Viltrox AF 75/1.2 Z PRO (DX)                    | Viltrox   | 75         | 75         | f/1.2             | 2023 | DX     | Nem   | Nem  | 0,10×        | 77 mm         | 0,88 m               | 710 g  | [ 187 ] [ 188 ]                 |
| Yongnuo YN 23 mm F1.4Z DA DSM WL Pro            | Yongnuo   | 23         | 23         | f/1.4             | 2024 | DX     | Nem   | Nem  | 0,10×        | 58 mm         | 0,30 m               | 368 g  | [ 189 ]                         |
| Yongnuo YN 33 mm F1.4Z DA DSM WL Pro            | Yongnuo   | 33         | 33         | f/1.4             | 2024 | DX     | Nem   | Nem  | 0,10×        | 58 mm         | 0,40 m               | 378 g  | [ 190 ] [ 191 ]                 |
| Yongnuo YN 35 mm F1.8Z DA DSM WL                | Yongnuo   | 35         | 35         | f/1.8             | 2024 | DX     | Nem   | Nem  | 0,15×        | 52 mm         | 0,30 m               | 182 g  | [ 192 ]                         |
| Yongnuo YN 35 mm F2Z DF DSM                     | Yongnuo   | 35         | 35         | f/2               | 2022 | FX     | Nem   | Nem  | 0,13×        | 52 mm         | 0,35 m               | 290 g  | [ 193 ]                         |
| Yongnuo YN 50 mm F1.8Z DF DSM                   | Yongnuo   | 50         | 50         | f/1.8             | 2022 | FX     | Nem   | Nem  | 0,15×        | 58 mm         | 0,45 m               | 417 g  | [ 194 ] [ 195 ]                 |
| Yongnuo YN 50 mm F1.8Z DA DSM                   | Yongnuo   | 50         | 50         | f/1.8             | 2024 | DX     | Nem   | Nem  | 0,14×        | 49 mm         | 0,45 m               | 148 g  | [ 196 ] [ 197 ]                 |
| Yongnuo YN 56 mm F1.4Z DA DSM WL Pro            | Yongnuo   | 56         | 56         | f/1.4             | 2024 | DX     | Nem   | Nem  | 0,11×        | 58 mm         | 0,60 m               | 375 g  | [ 198 ] [ 199 ]                 |
| Yongnuo YN 85 mm F1.8Z DF DSM                   | Yongnuo   | 85         | 85         | f/1.8             | 2022 | FX     | Nem   | Nem  | 0,13×        | 58 mm         | 0,80 m               | 346 g  | [ 200 ] [ 201 ]                 |
| Objektív                                        | Gyártó    | Min        | Max        | Rekesz- tartomány | Év   | FX/ DX | Stab. | Lic. | Nagyítás     | Szűrő- átmérő | Minimális fókusztáv. | Súly   | Forrás                          |
| Objektív                                        | Gyártó    | Gyújtótáv. |            | Rekesz- tartomány | Év   | FX/ DX | Stab. | Lic. | Nagyítás     | Szűrő- átmérő | Minimális fókusztáv. | Súly   | Forrás                          |

### Autofókuszos adapterek
- Canon EF objektívekhez:
  - Fringer EF-NZ
  - Fringer EF-NZII – tripod-láb nélkül, időjárásálló (jobb tömítéssel)[202]
  - Techart TZC-01
  - Viltrox EF-Z
  - Viltrox EF-Z2
  - Megadap EFTZ21 – extra, konfigurálható funkciógyűrűvel és -gombbal (L-Fn)
- Fujifilm X objektívekhez:
  - Boryoza XF-Z
- Leica M objektívekhez:
  - Megadap MTZ11
  - Techart TZM-01[203]
  - Techart TZM-02[204]
  - Fotodiox LM-NKZ-PRN
  - TTArtisan M-Z 6-Bit
- Sony E objektívekhez:
  - Techart TZE-01/TZE-02
  - Megadap ETZ11
  - Megadap ETZ21/ETZ21 Pro
  - Megadap ETZ21 Pro+
  - Fotodiox Pro Fusion SNE-NKZ
  - Meike Mount Adapter ETZ
  - Viltrox E-Z AF Lens Mount Adapter
- Nikon F objektívekhez:
  - Viltrox NF-Z – nagyrészt megegyezik a Nikon FTZ-bajonettadapterével (szintén nem tud autofókuszolni csavaros AF/AF-D objektívekkel)
  - MonsterAdapter LA-FZ1 – az első adapter, mely támogatja a csavaros AF/AF-D objektívekkel való AF-et. A 2025-ös CP+-on mutatták be.[205]
- Contax G objektívekhez:
  - Techart TZG-01
  - Shoten GTZ

## Kiegészítők

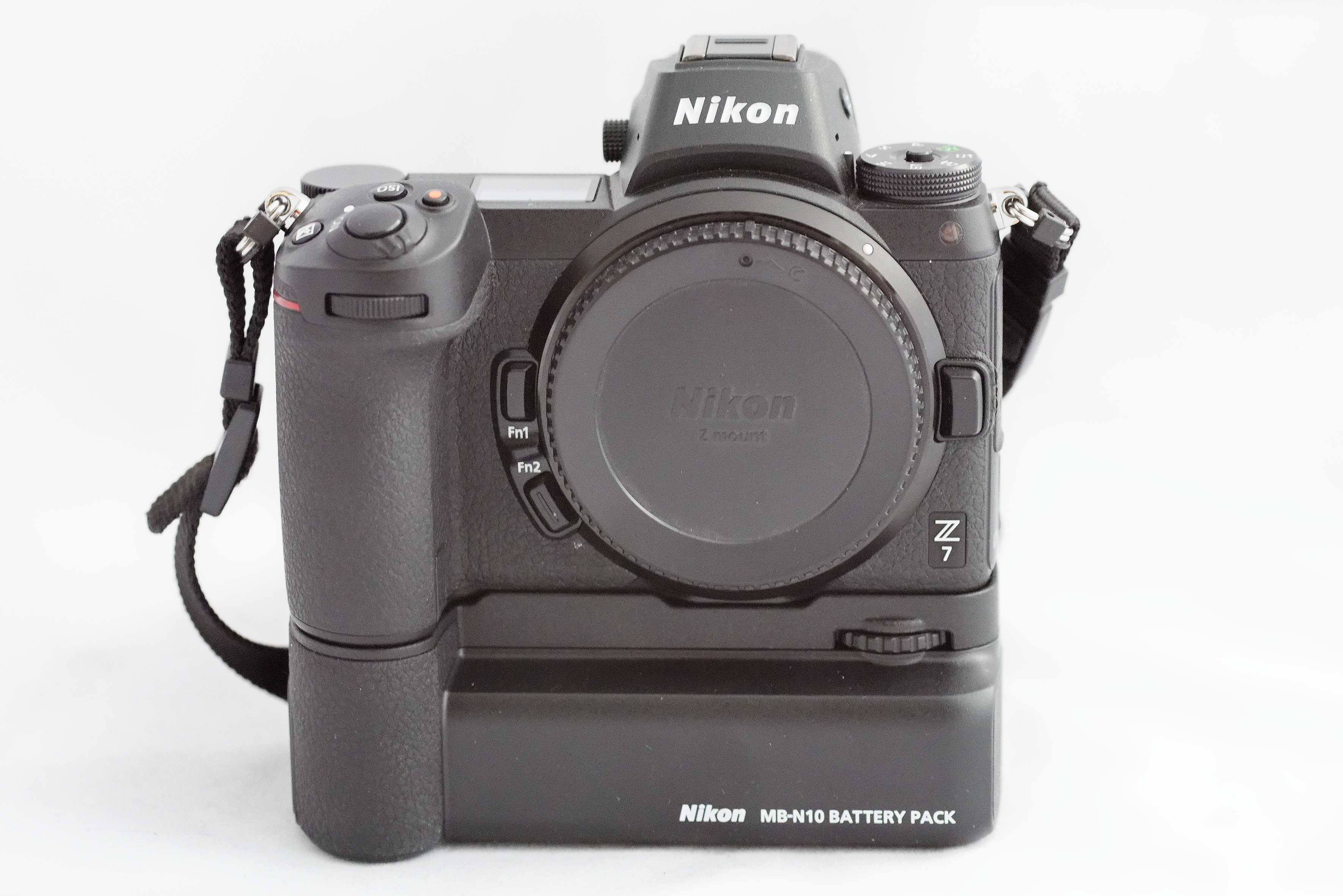
Nikon Z 7 felszerelt MB-N10 kezelőszervek nélküli akkus markolattal

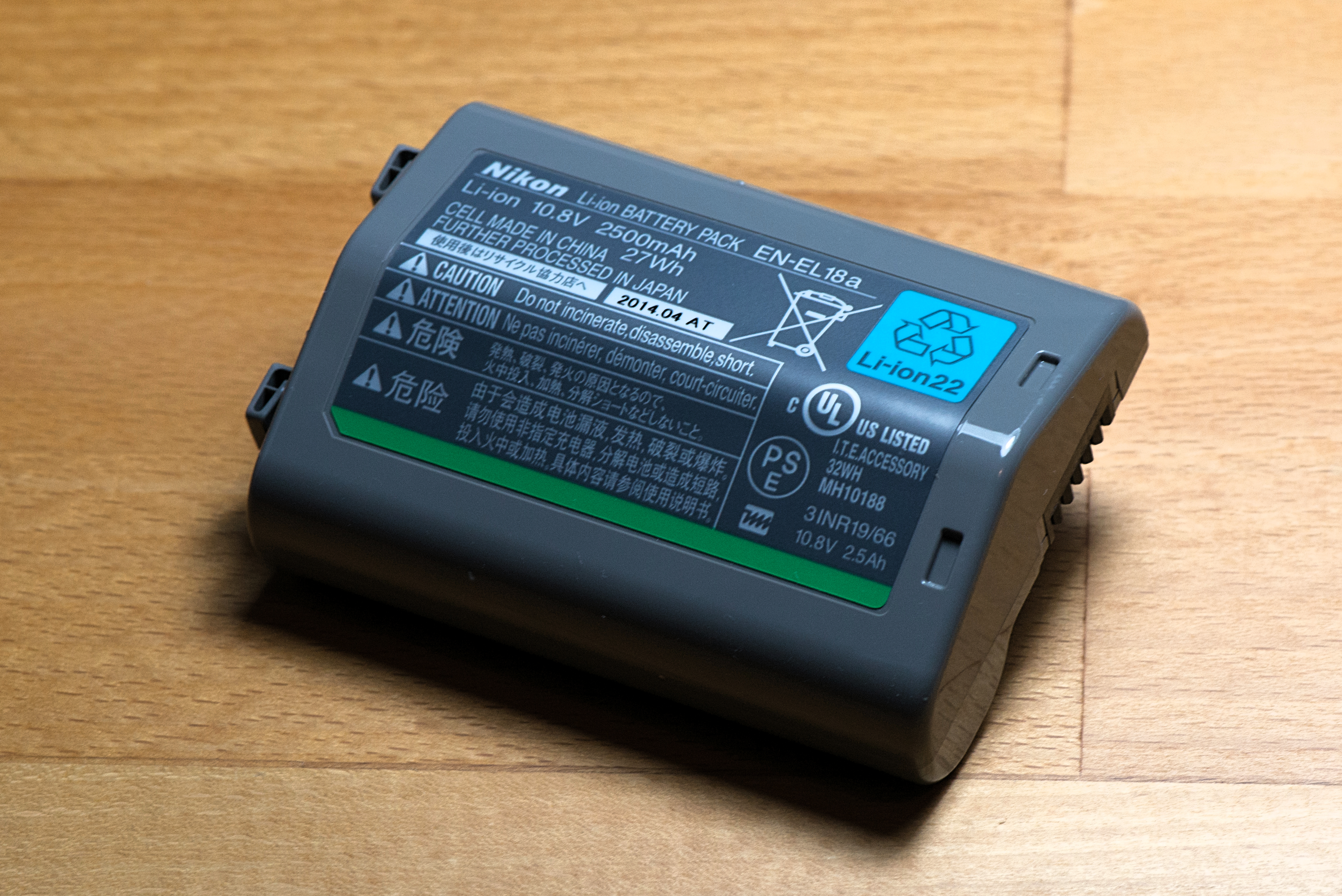
Nikon EN-EL18a

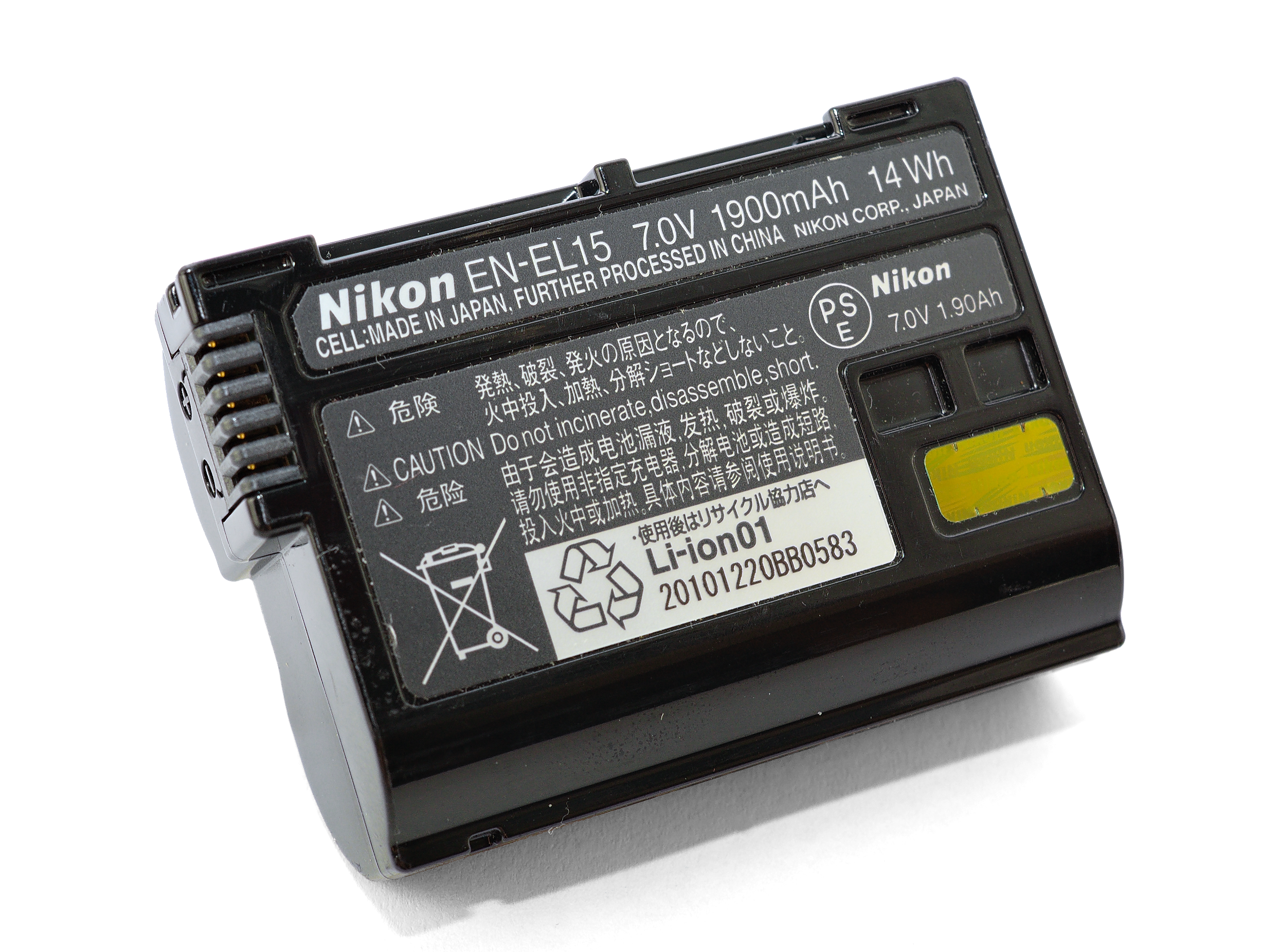
Nikon EN-EL15

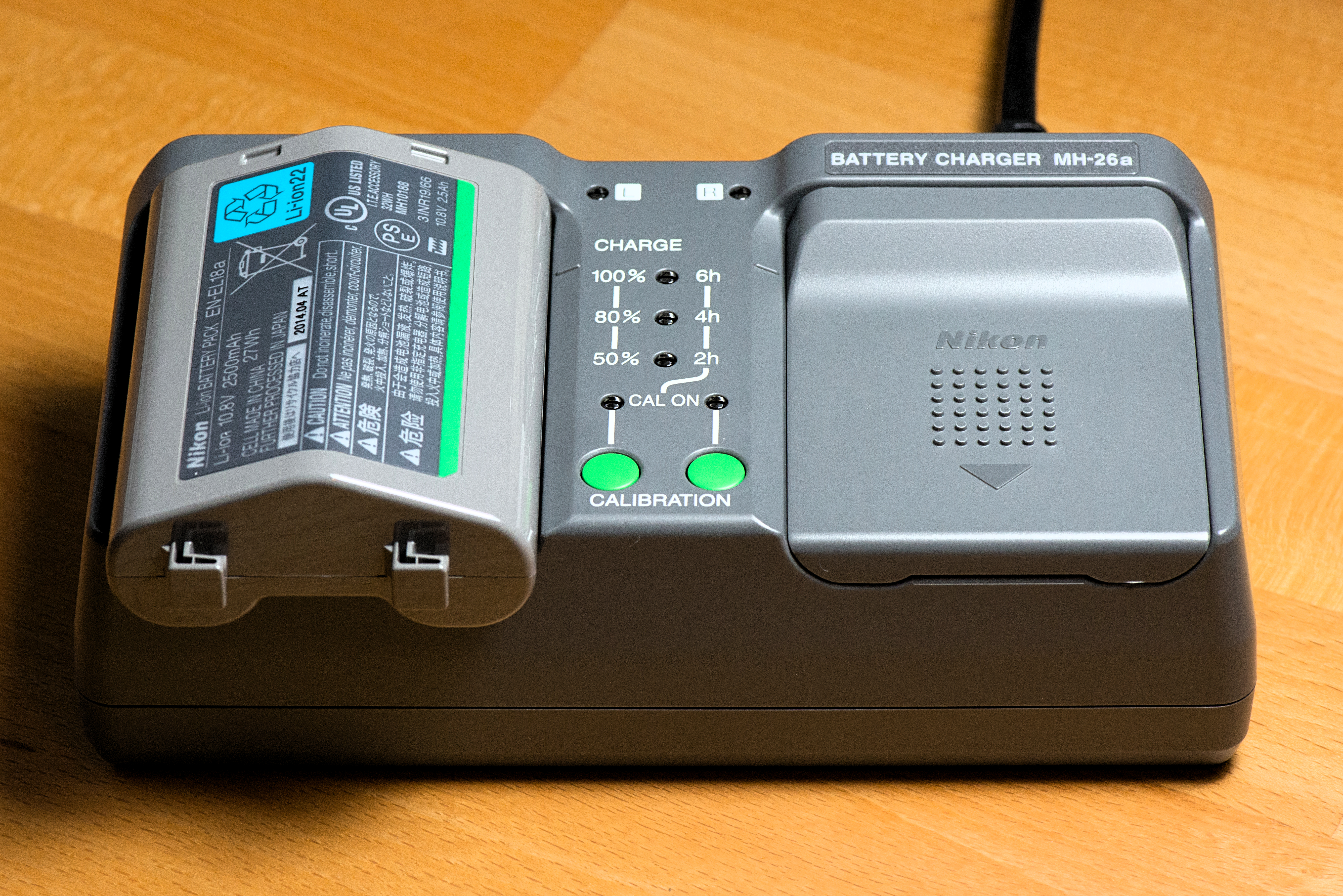
Nikon MH-26a töltő + egy darab EN-EL18a

A Nikon Z-sorozatú gépek a korábbi Nikon DSLR-eknél megszokott iTTL vakurendszert használják, így mindegyik kompatibilis a Nikon vagy harmadik fél által gyártott vakukkal és vezeték nélküli vakuvezérlőkkel.
- Kiegészítő-csatlakozók (pl. távkioldóhoz, külön GPS-egységhez): 
  - Z 9, Z 8 – kör alakú 10-pines (ahogy a korábbi magasabb kategóriás Nikon DSLR-eken),
  - Z 7, Z 6, Z 5 – négyzet alakú 8-pines kiegészítő-csatlakozóval rendelkeznek (ahogy a legtöbb korábbi, nem professzionális Nikon DSLR-en),
  - Z 50II – a fejhallgató-jacken keresztül távkioldóval használható (MC-DC3)

A Z fc, Z 50 és Z 30 gépek nem rendelkeznek kiegészítő-csatlakozóval.
- Támogatott akkumulátorok:
  - Z 50, Z 30, Z fc – EN-EL25, EN-EL25a firmware-frissítés után támogatott
  - Z 50II – EN-EL25/a
  - Z 5, Z 6, Z 7, Z 6II, Z 7II – EN-EL15/a/b/c, USB-C töltés csak az EN-EL15b/c akkumulátorokkal támogatott
  - Z 5II, Z f, Z 6III Z 8, – EN-EL15a/b/c, USB-C töltés csak az EN-EL15b/c akkumulátorokkal támogatott
  - Z 9 – EN-EL18/a/b/c/d, USB-C töltés csak az EN-EL18b/c/d akkumulátorokkal támogatott
- Markolatok (gripek):
  - MB-N10 – kezelőszervek nélküli vertikális akkus markolat Z 5, Z 6, Z 6II, Z 7 és Z 7II-höz (benne 2x EN-EL15/a/b/c)
  - MB-N11 – vertikális markolat Z 6II és Z 7II-höz (benne 2x EN-EL15/a/b/c, ezek bármely kombinációja), valamint Z 5II-höz (benne 2x EN-EL15a/b/c, ezek bármely kombinációja)
  - MB-N12 – vertikális markolat Z 8-hoz (benne 2x EN-EL15a/b/c, ezek bármely kombinációja)
  - MB-N14 – vertikális markolat Z 5II, Z6 II, Z7 II és Z 6III-hoz (benne 2x EN-EL15a/b/c), hot swap-képes, a Z 6III időjárásszigetelésével
  - MC-N10 – különálló markolat, mely USB-C-n csatlakozik a géphez, a Z 30, Z fc, Z 5, Z 6, Z 6II, Z 6III, Z 7, Z 7II, Z f, Z 8 és Z 9 gépekhez használható (egyes gépeknél firmware-frissítés szükséges). Filmgyártáshoz tervezték, ARRI rosette-típusú rögzítéssel.[206]

A Z 9 a testbe beépített vertikális markolattal rendelkezik. A Z 50II, Z 50, Z 30, Z fc és Z f gépekhez nem létezik felcsatolható vertikális markolat.
| Akkumulátor | Akkumulátor | Akkumulátor | Akkumulátor | Fényképezőgép | Fényképezőgép | Fényképezőgép | Fényképezőgép | Fényképezőgép | Fényképezőgép | Fényképezőgép | Fényképezőgép | Fényképezőgép | Fényképezőgép | Fényképezőgép | Fényképezőgép | Fényképezőgép | Fényképezőgép | Töltő                       | Megjelenés     |
| Típus       | Típus       | V           | Kapacitás   | Z 9           | Z 8           | Z f           | Z 7II         | Z 7           | Z 6III        | Z 6II         | Z 6           | Z 5II         | Z 5           | Z fc          | Z 50II        | Z 50          | Z 30          | Töltő                       | Megjelenés     |
| ----------- | ----------- | ----------- | ----------- | ------------- | ------------- | ------------- | ------------- | ------------- | ------------- | ------------- | ------------- | ------------- | ------------- | ------------- | ------------- | ------------- | ------------- | --------------------------- | -------------- |
| EN-EL18     | d           | 10.8 V      | 3300 mAh    | Igen          | Nem           | Nem           | Nem           | Nem           | Nem           | Nem           | Nem           | Nem           | Nem           | Nem           | Nem           | Nem           | Nem           | USB-C, MH-33                | 2023. december |
| EN-EL18     | c           | 10.8 V      | 2500 mAh    | Igen          | Nem           | Nem           | Nem           | Nem           | Nem           | Nem           | Nem           | Nem           | Nem           | Nem           | Nem           | Nem           | Nem           | USB-C, MH-26, MH-26a, MH-33 | 2018. július   |
| EN-EL18     | b           | 10.8 V      | 2500 mAh    | Igen          | Nem           | Nem           | Nem           | Nem           | Nem           | Nem           | Nem           | Nem           | Nem           | Nem           | Nem           | Nem           | Nem           | USB-C, MH-26, MH-26a, MH-33 | 2017. március  |
| EN-EL18     | a           | 10.8 V      | 2500 mAh    | Igen*         | Nem           | Nem           | Nem           | Nem           | Nem           | Nem           | Nem           | Nem           | Nem           | Nem           | Nem           | Nem           | Nem           | MH-26, MH-26a               | 2014. március  |
| EN-EL18     |             | 10.8 V      | 2000 mAh    | Igen*         | Nem           | Nem           | Nem           | Nem           | Nem           | Nem           | Nem           | Nem           | Nem           | Nem           | Nem           | Nem           | Nem           | MH-26, MH-26a               | 2012. március  |
| EN-EL15     | c           | 7.0 V       | 2280 mAh    | Nem           | Igen          | Igen          | Igen          | Igen          | Igen          | Igen          | Igen          | Igen          | Igen          | Nem           | Nem           | Nem           | Nem           | USB-C, MH-25a, MH-34        | 2020           |
| EN-EL15     | b           | 7.0 V       | 1900 mAh    | Nem           | Igen          | Igen          | Igen          | Igen          | Igen          | Igen          | Igen          | Igen          | Igen          | Nem           | Nem           | Nem           | Nem           | USB-C, MH-25, MH-25a        | 2018           |
| EN-EL15     | a           | 7.0 V       | 1900 mAh    | Nem           | Igen*         | Igen*         | Igen*         | Igen*         | Igen*         | Igen*         | Igen*         | Igen*         | Igen*         | Nem           | Nem           | Nem           | Nem           | MH-25, MH-25a               | 2015           |
| EN-EL15     |             | 7.0 V       | 1900 mAh    | Nem           | Nem           | Nem           | Igen*         | Igen*         | Nem           | Igen*         | Igen*         | Nem           | Igen*         | Nem           | Nem           | Nem           | Nem           | MH-25, MH-25a               | 2011           |
| EN-EL25     | a           | 7.6 V       | 1250 mAh    | Nem           | Nem           | Nem           | Nem           | Nem           | Nem           | Nem           | Nem           | Nem           | Nem           | v1.50+        | Igen          | v2.50+        | v1.10+        | MH-32                       | 2023. október  |
| EN-EL25     |             | 7.6 V       | 1120 mAh    | Nem           | Nem           | Nem           | Nem           | Nem           | Nem           | Nem           | Nem           | Nem           | Nem           | Igen          | Igen          | Igen          | Igen          | MH-32                       | 2019. október  |

* - Az akkumulátor a gépen lévő USB-C-n keresztül nem tölthető.
| Markolat | Típus      | Fényképezőgép | Fényképezőgép | Fényképezőgép | Fényképezőgép | Fényképezőgép | Fényképezőgép | Fényképezőgép | Fényképezőgép | Fényképezőgép | Fényképezőgép | Fényképezőgép | Fényképezőgép | Fényképezőgép | Fényképezőgép | Csatlakozás a géphez | Akkumulátor      | Kezelőszervek | Súly  | Megjelenés        |
| Markolat | Típus      | Z 9           | Z 8           | Z f           | Z 7II         | Z 7           | Z 6III        | Z 6II         | Z 6           | Z 5II         | Z 5           | Z fc          | Z 50II        | Z 50          | Z 30          | Csatlakozás a géphez | Akkumulátor      | Kezelőszervek | Súly  | Megjelenés        |
| -------- | ---------- | ------------- | ------------- | ------------- | ------------- | ------------- | ------------- | ------------- | ------------- | ------------- | ------------- | ------------- | ------------- | ------------- | ------------- | -------------------- | ---------------- | ------------- | ----- | ----------------- |
| MB-N14   | vertikális | Nem           | Nem           | Nem           | Igen          | Nem           | Igen          | Igen          | Nem           | Igen          | Nem           | Nem           | Nem           | Nem           | Nem           | belső                | 2x EN-EL15a/b/c  | Igen          | 295 g | 2024. június 17.  |
| MB-N12   | vertikális | Nem           | Igen          | Nem           | Nem           | Nem           | Nem           | Nem           | Nem           | Nem           | Nem           | Nem           | Nem           | Nem           | Nem           | belső                | 2x EN-EL15a/b/c  | Igen          | 295 g | 2023. május 10.   |
| MB-N11   | vertikális | Nem           | Nem           | Nem           | Igen          | Nem           | Nem           | Igen          | Nem           | Igen          | Nem           | Nem           | Nem           | Nem           | Nem           | belső                | 2x EN-EL15/a/b/c | Igen          | 290 g | 2020. október 14. |
| MB-N10   | vertikális | Nem           | Nem           | Nem           | Igen          | Igen          | Nem           | Igen          | Igen          | Nem           | Igen          | Nem           | Nem           | Nem           | Nem           | belső                | 2x EN-EL15/a/b/c | Nem           | 300 g | 2019. október 10. |
| MC-N10   | különálló  | v3.00+        | Igen          | Igen          | v1.50+        | v3.60+        | Igen          | v1.50+        | v3.60+        | ?             | v1.40+        | v1.40+        | ?             | Nem           | v1.10+        | USB-C                | –*               | Igen          | 205 g | 2022. november 2. |

* - Az MC-N10-be 2x 1.5V AA vagy 2x 1.2V Ni-MH akkumulátor helyezhető, de ezek csak a markolat táplálására hivatottak. Az USB-C-kapcsolat pusztán adatátvitel, táplálás nem (egyik irányba sem).